# Marienpark Hasenberg

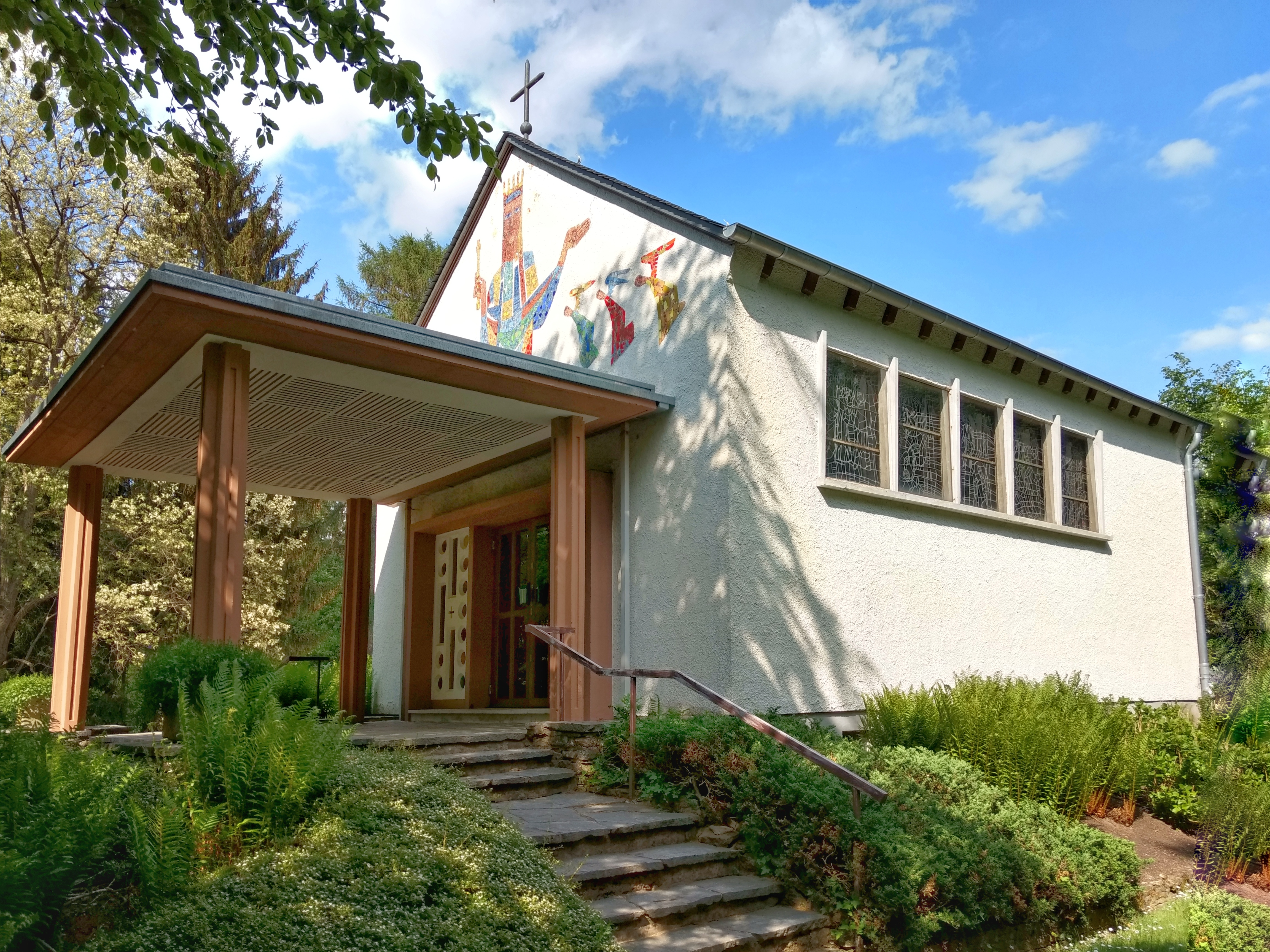
Marienkapelle auf dem Ensdorfer Hasenberg

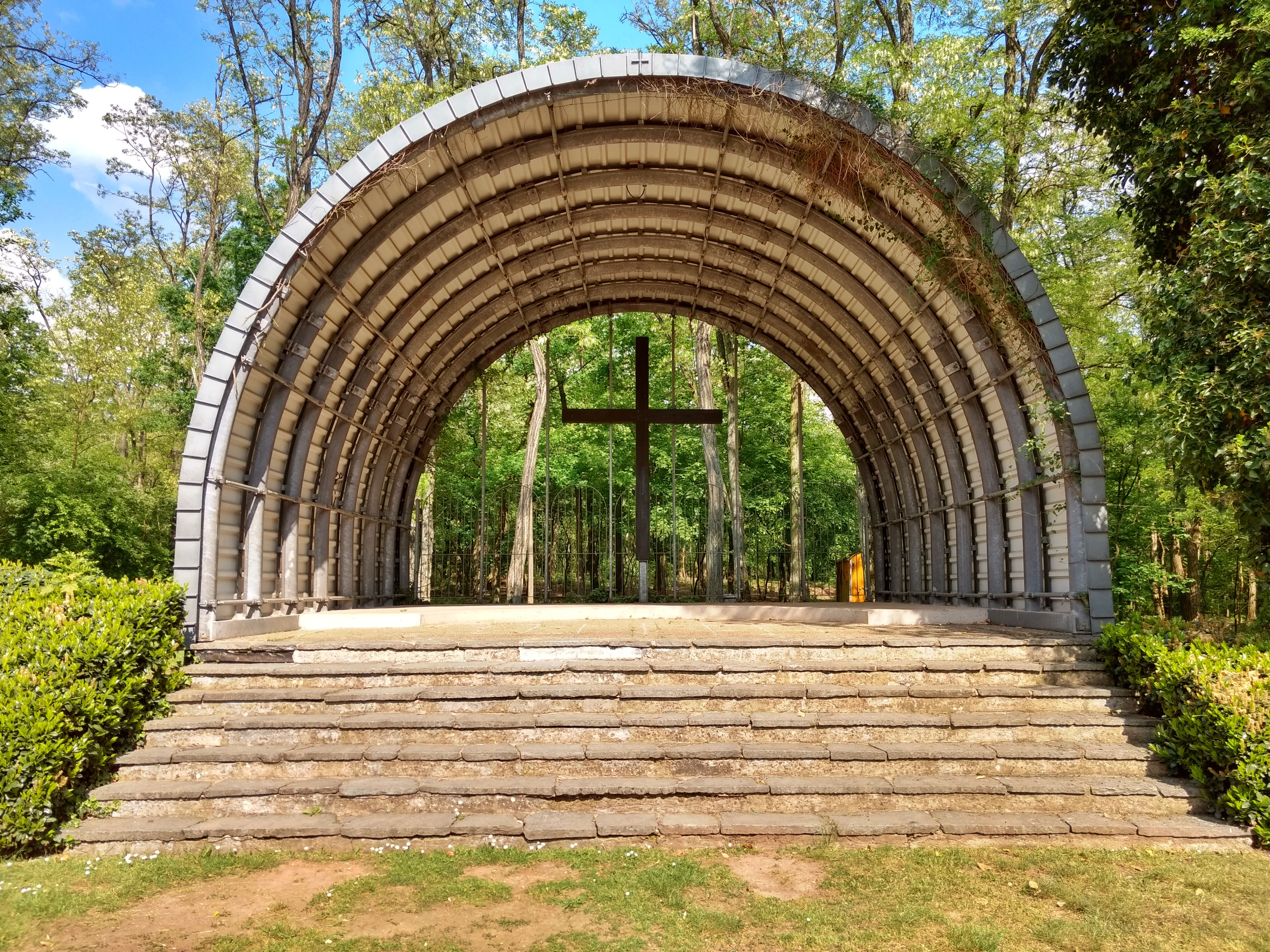
Altarkapelle auf dem St. Barbaraplatz auf dem Ensdorfer Hasenberg

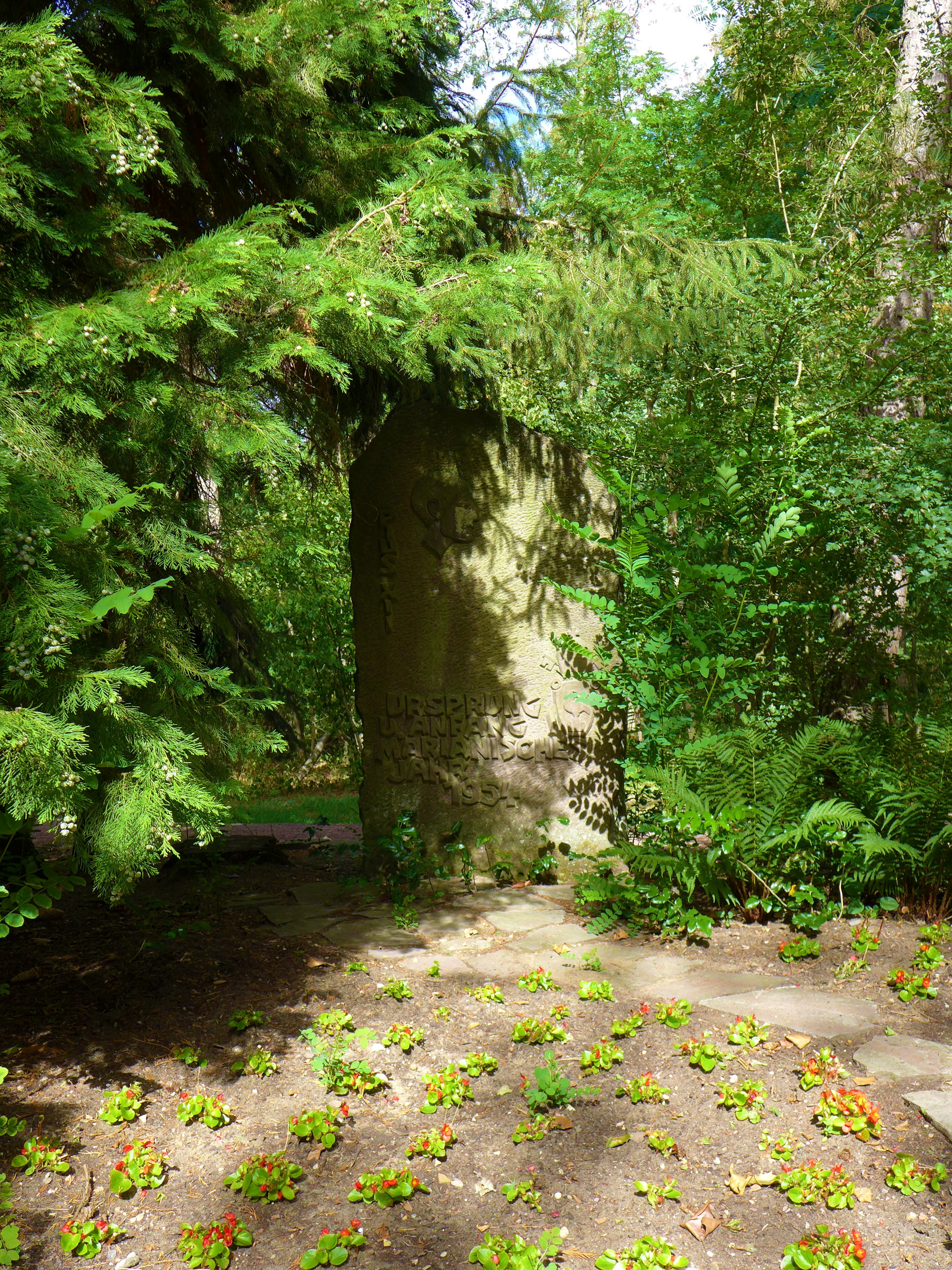
Piusstein

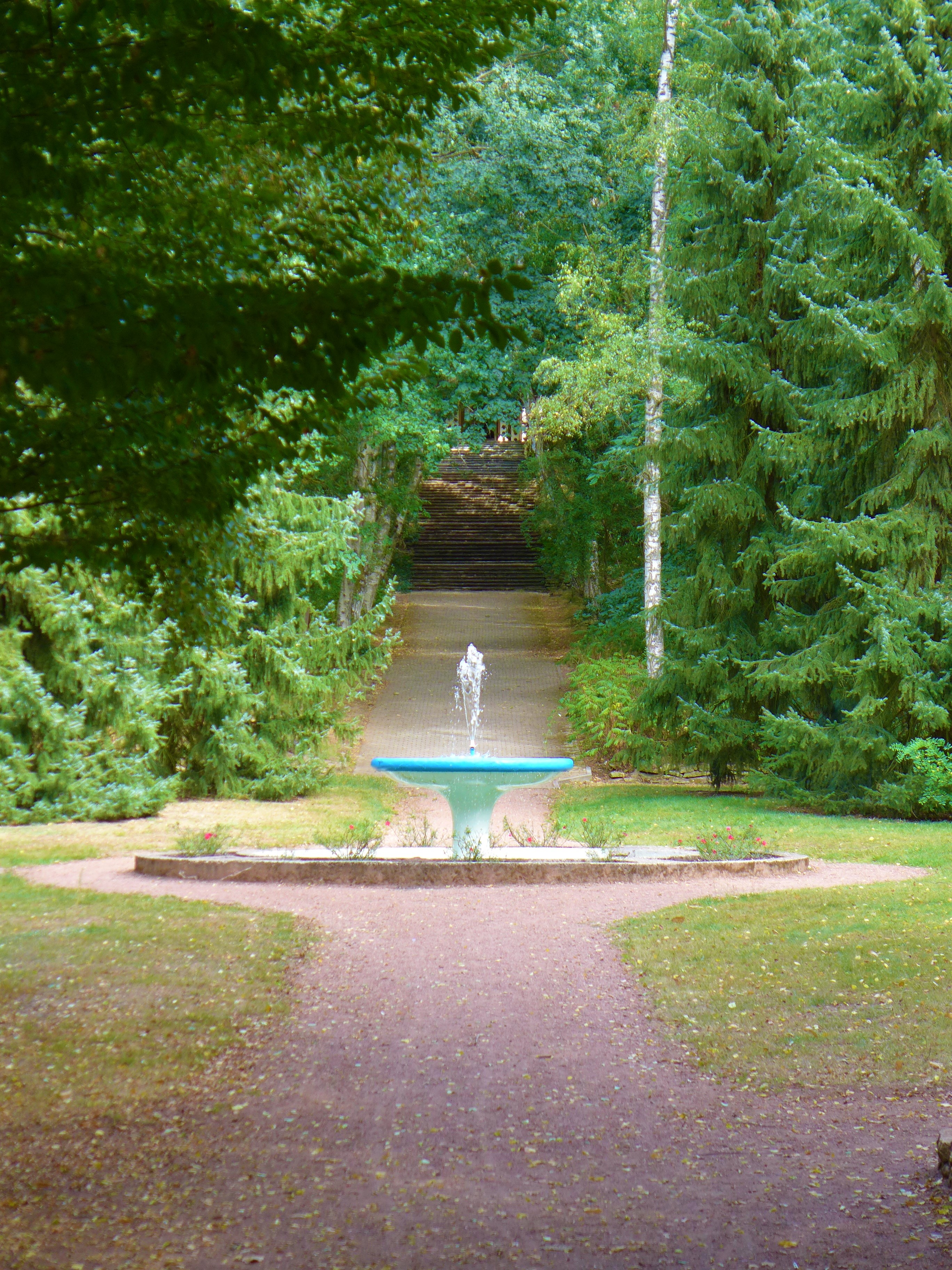
Hauptallee des Marienparks mit Brunnenanlage

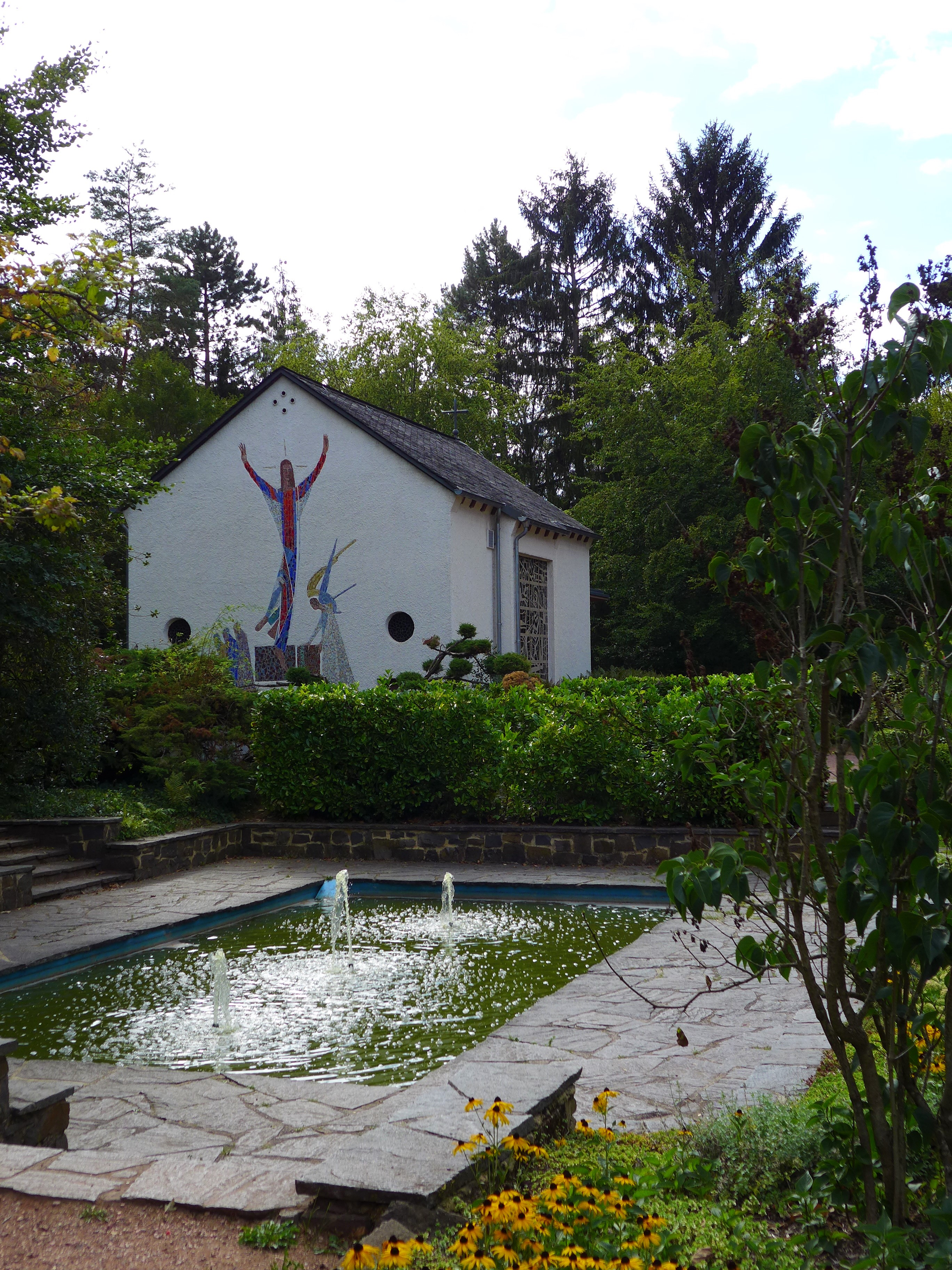
Brunnenanlage auf dem St. Barbaraplatz

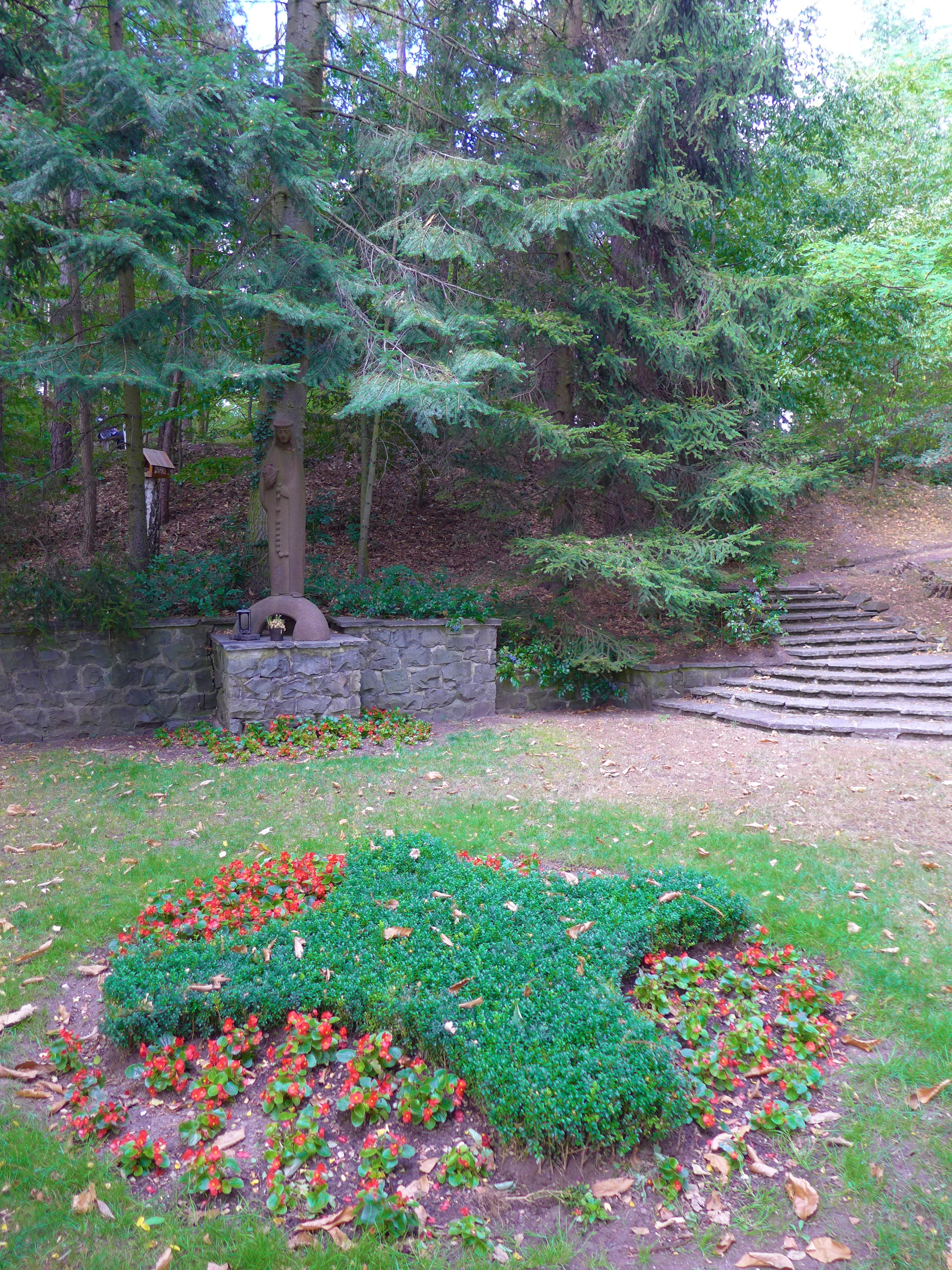
Fatima-Platz

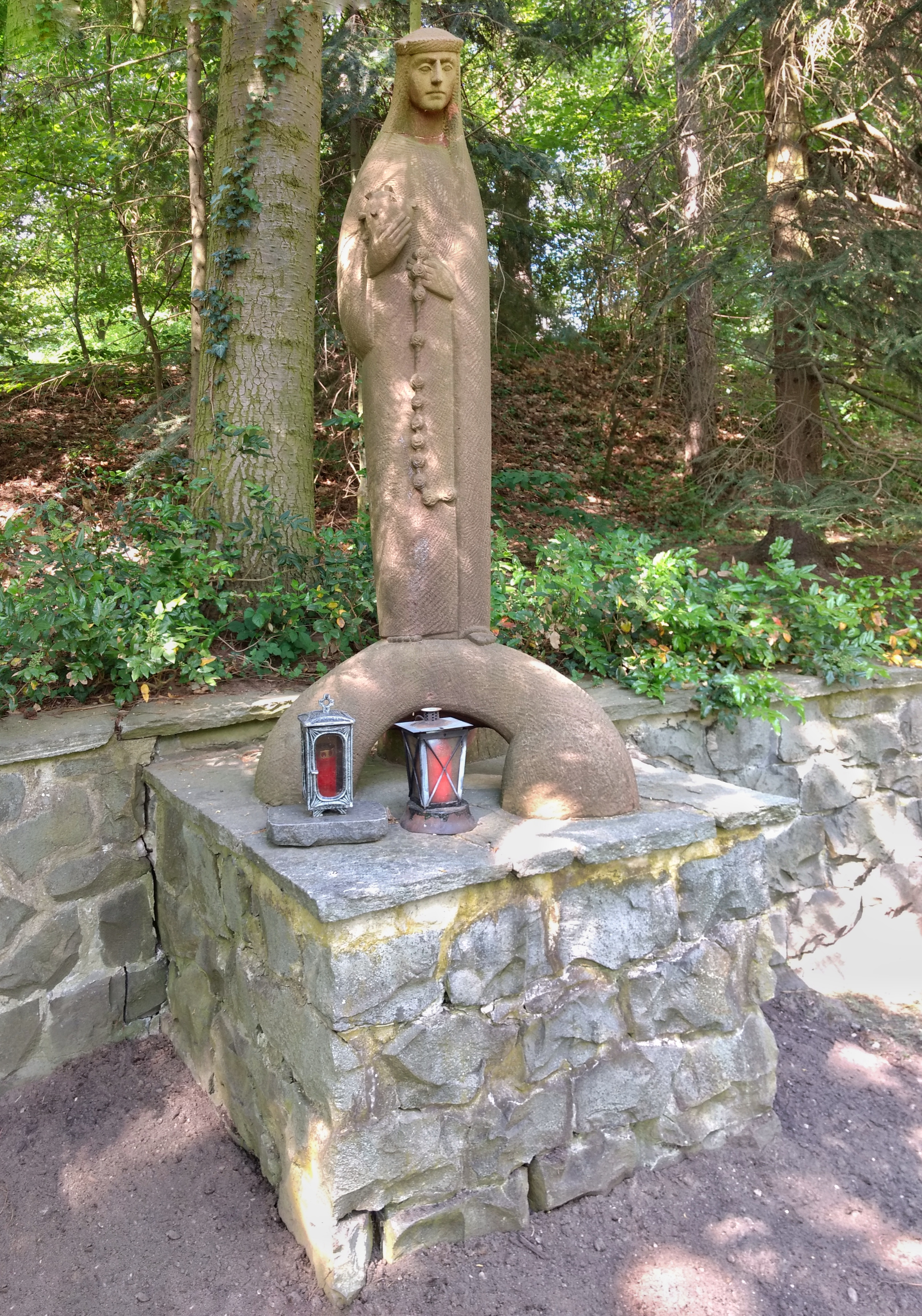
Skulptur der Madonna von Fatima

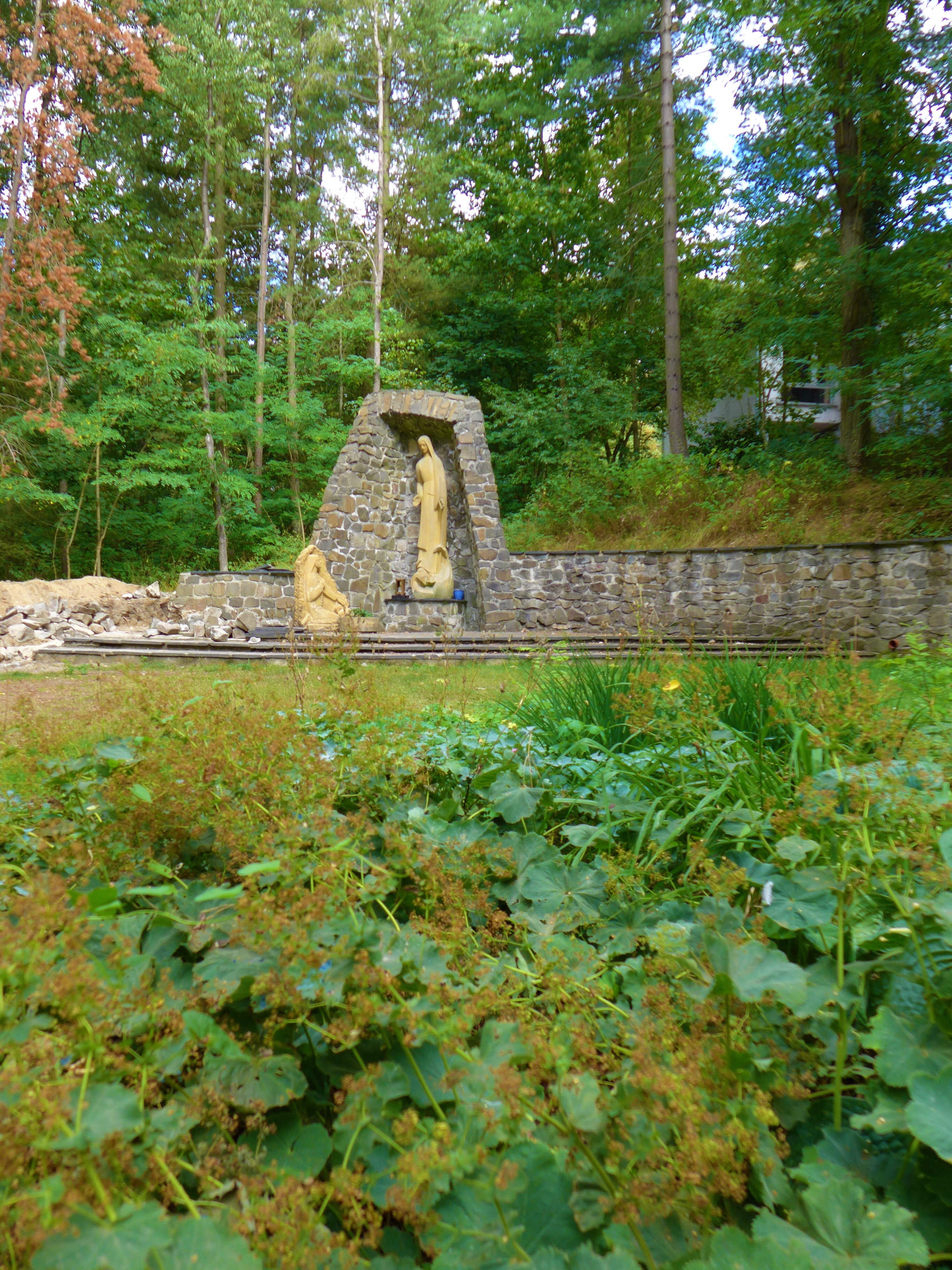
Lourdes-Platz

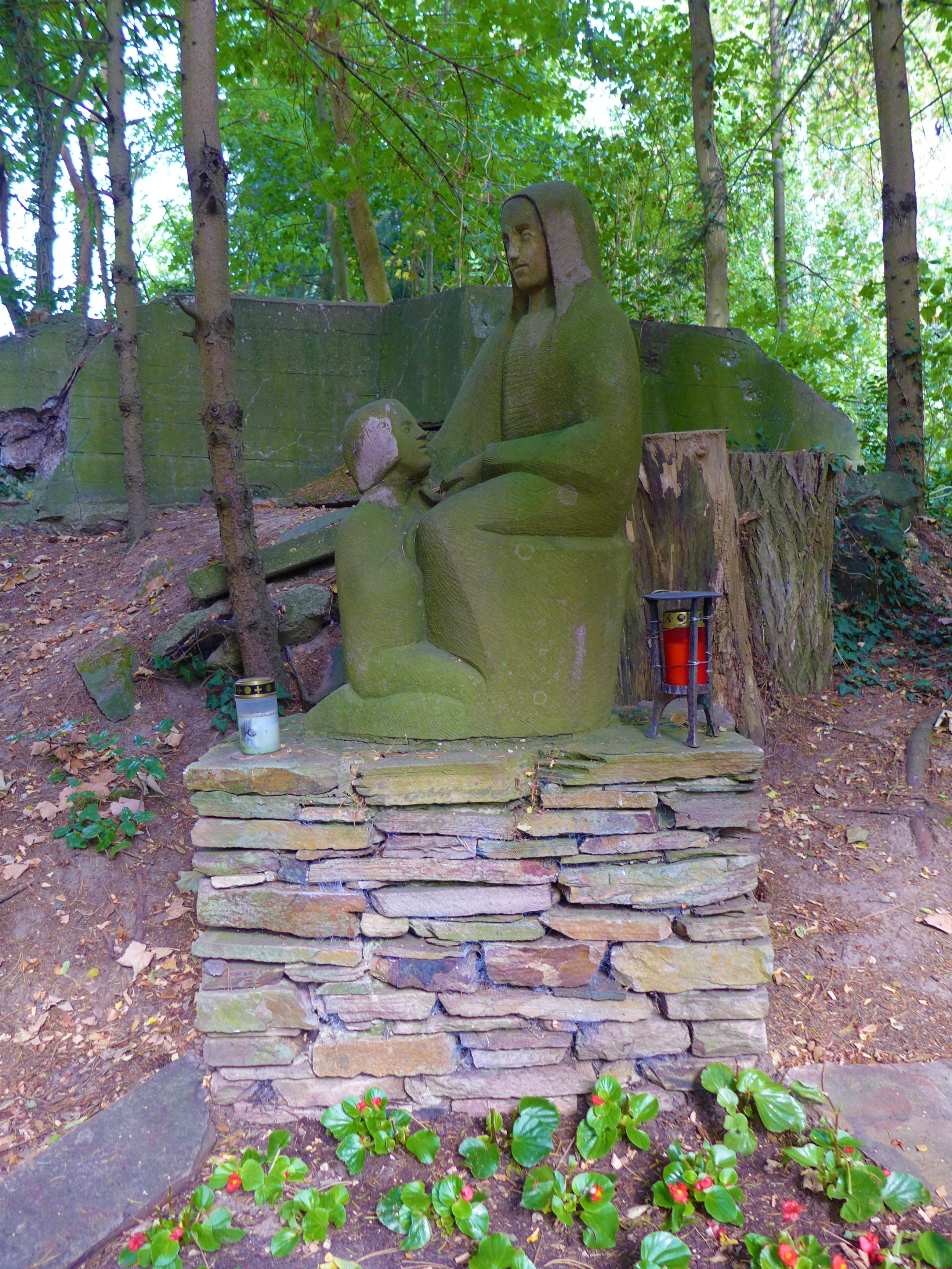
Die heilige Anna lehrt die Jungfrau Maria; Die Skulptur befindet sich vor einem Bunker des Westwalls

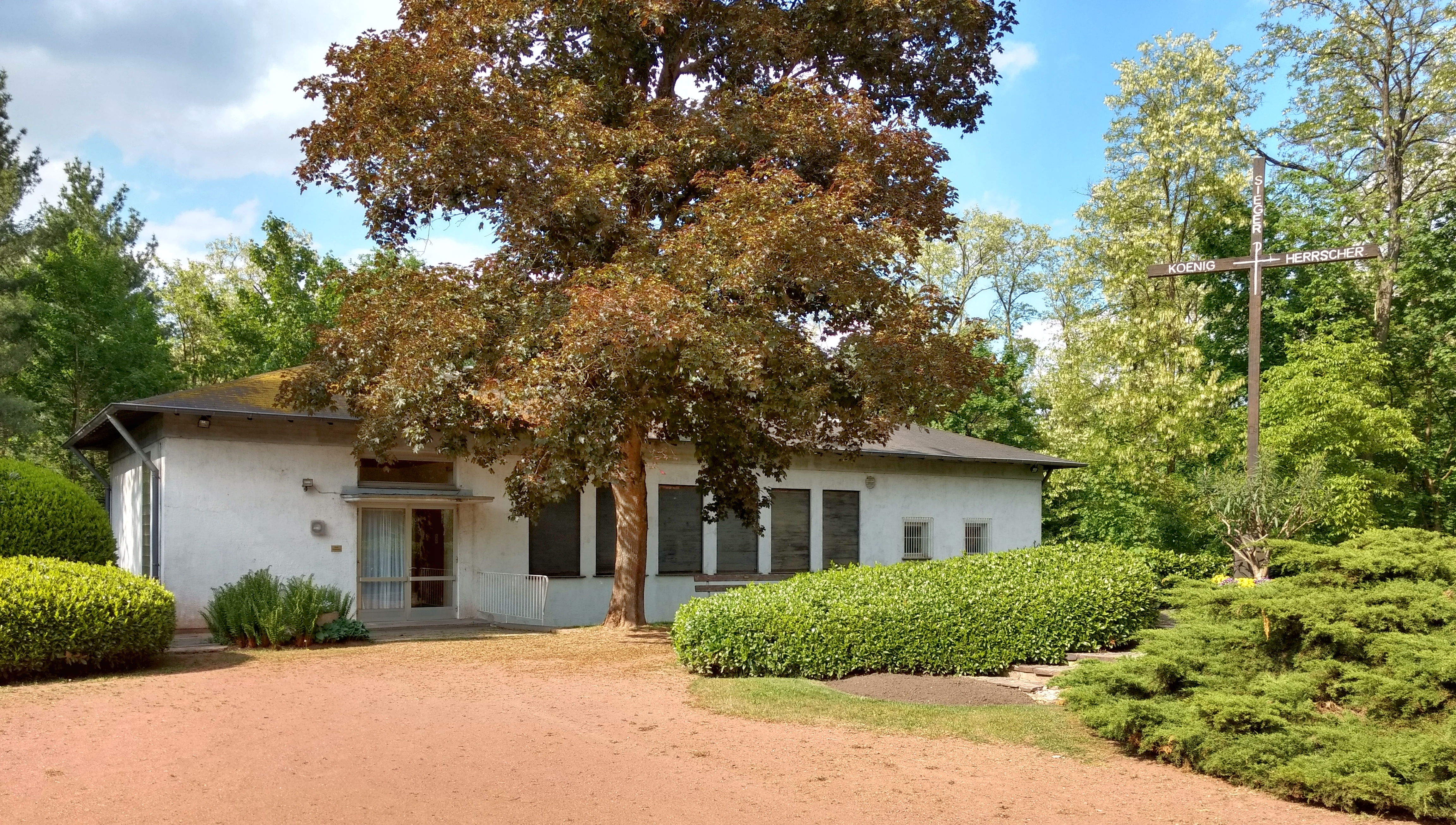
Haus Hasenberg mit Kreuz

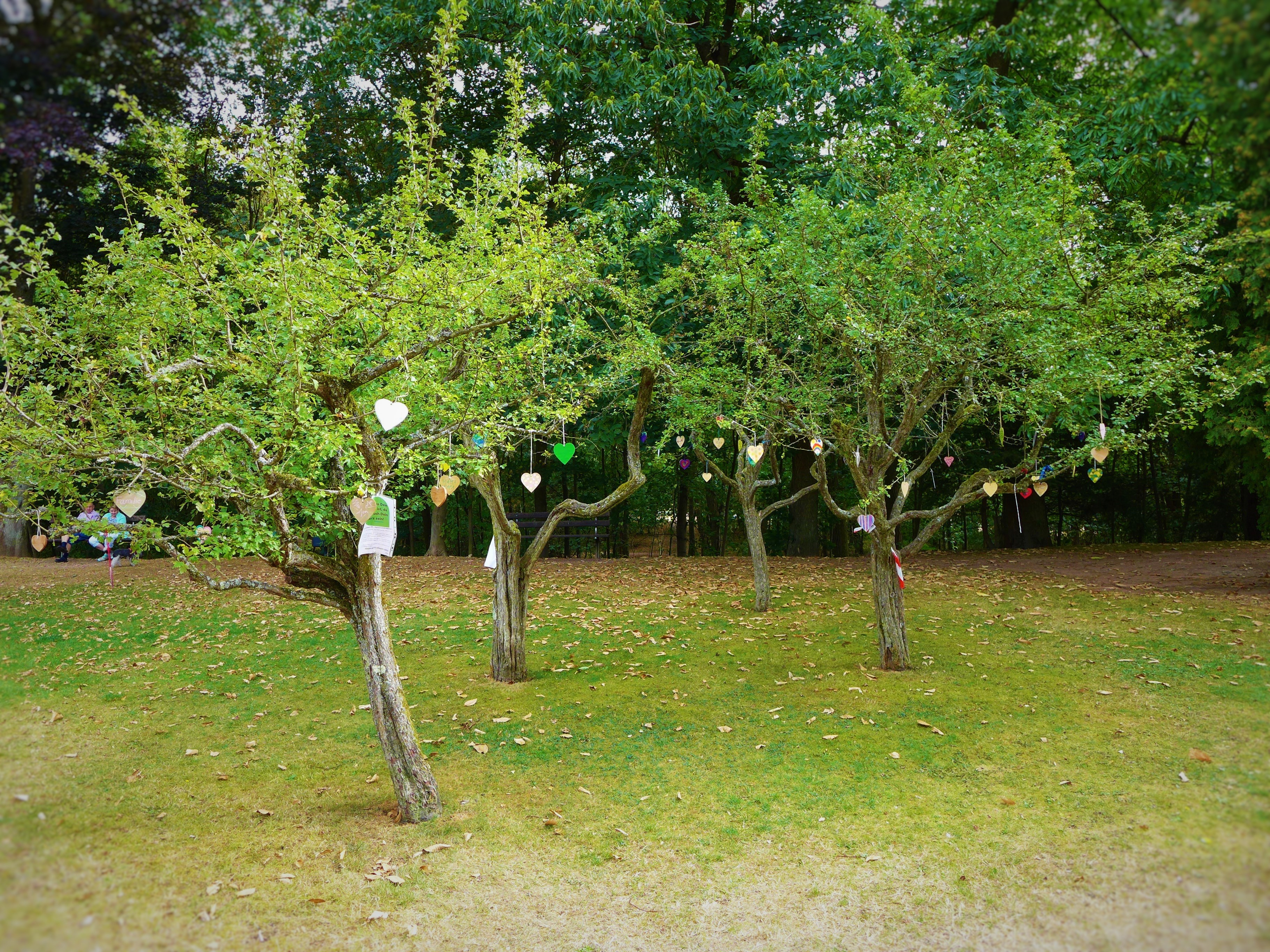
Obstgarten hinter der Marienkapelle mit Votivzetteln in den Zweigen

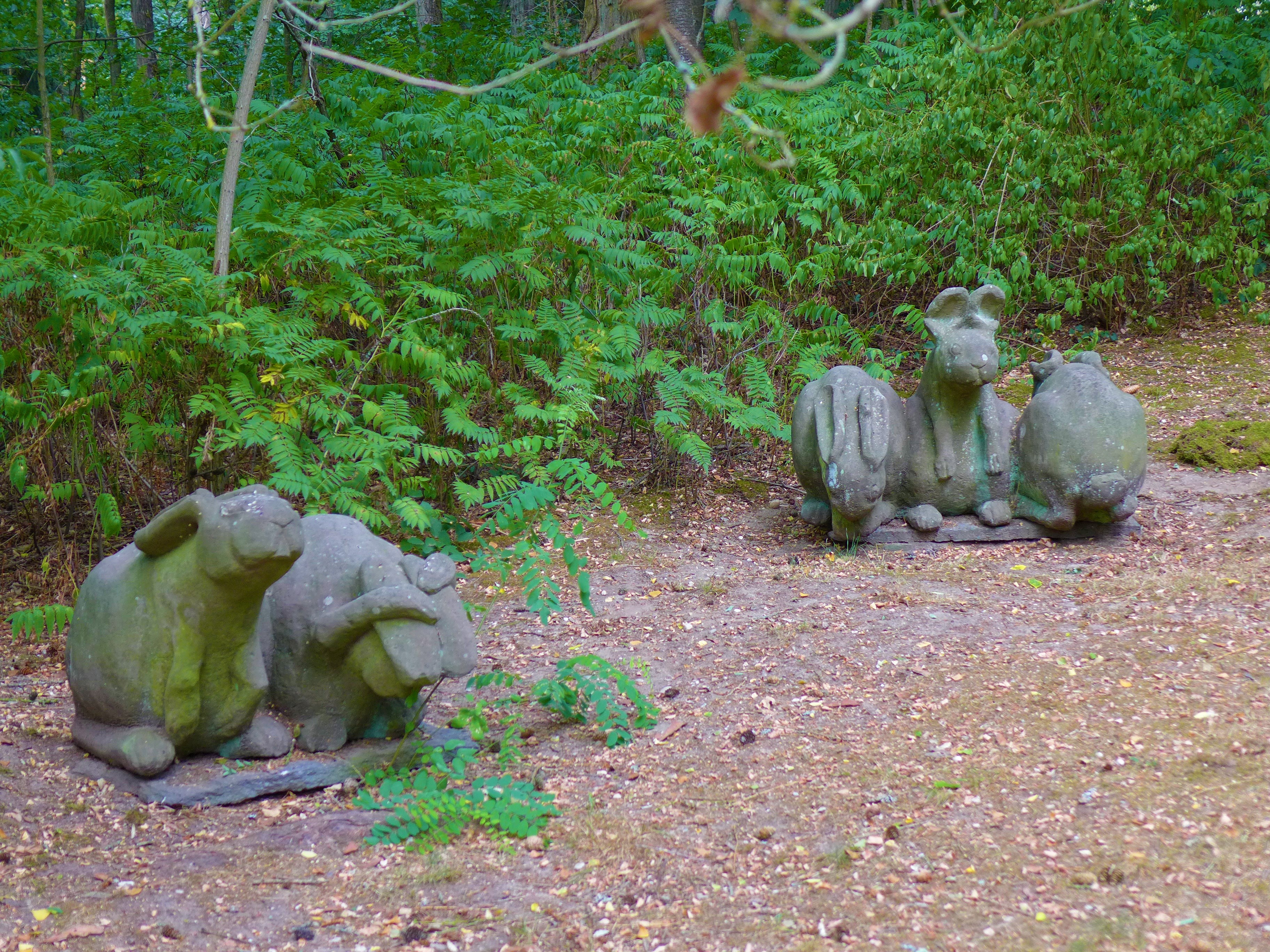
Marienpark Hasenberg, Skulpturen der namensgebenden Hasen

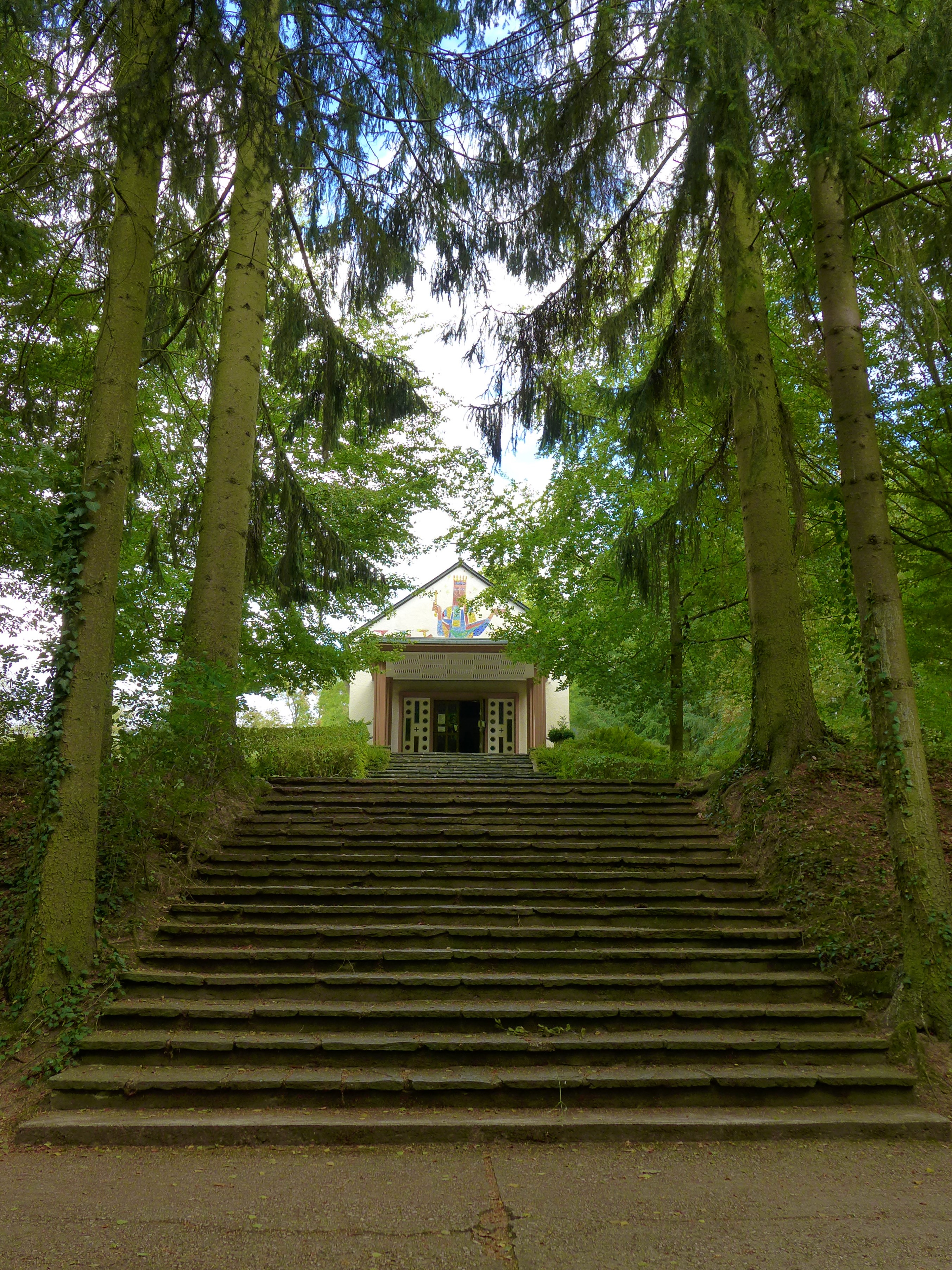
Treppenanlage vor der Marienkapelle

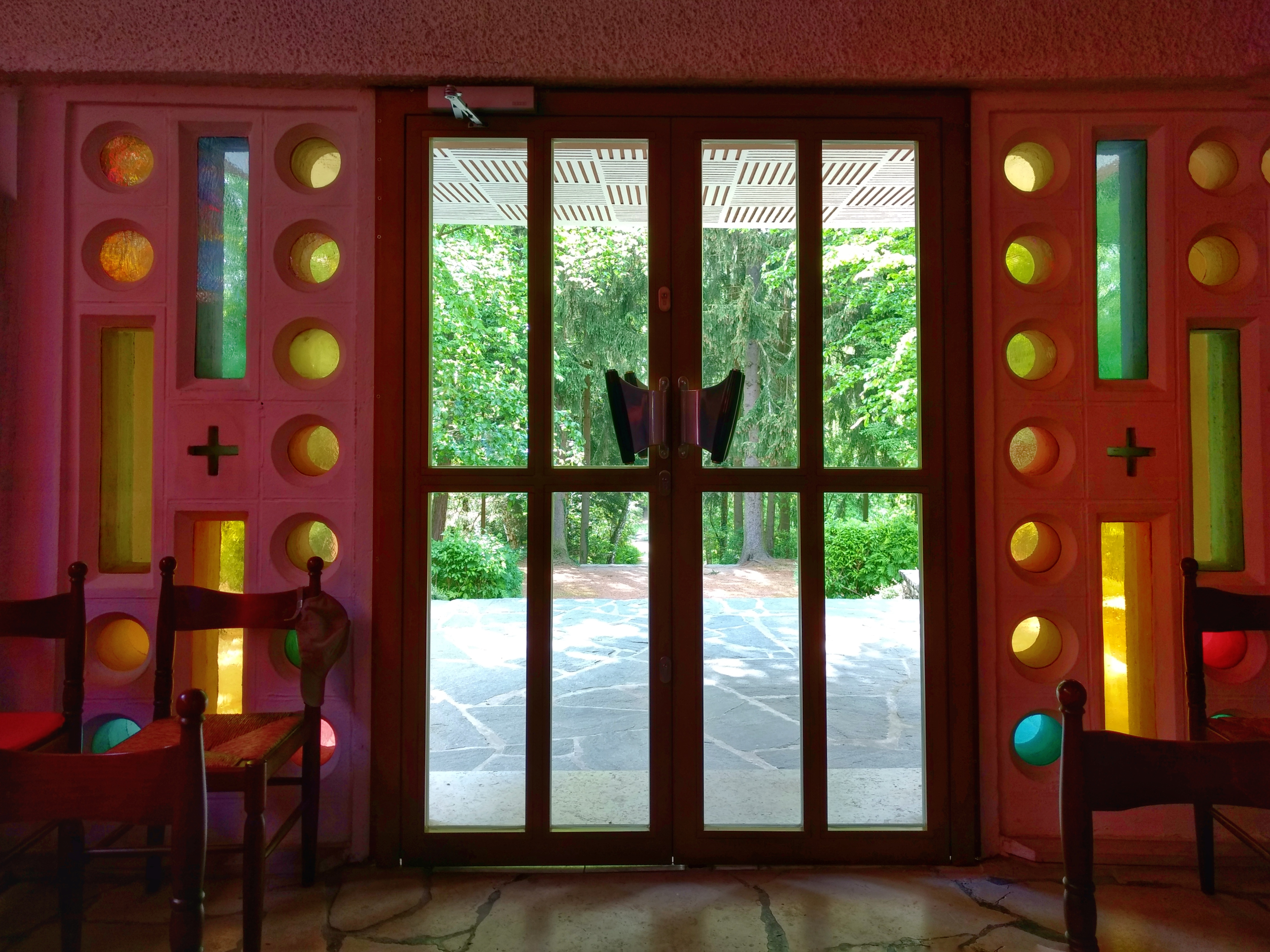
Eingangsportal der Marienkapelle

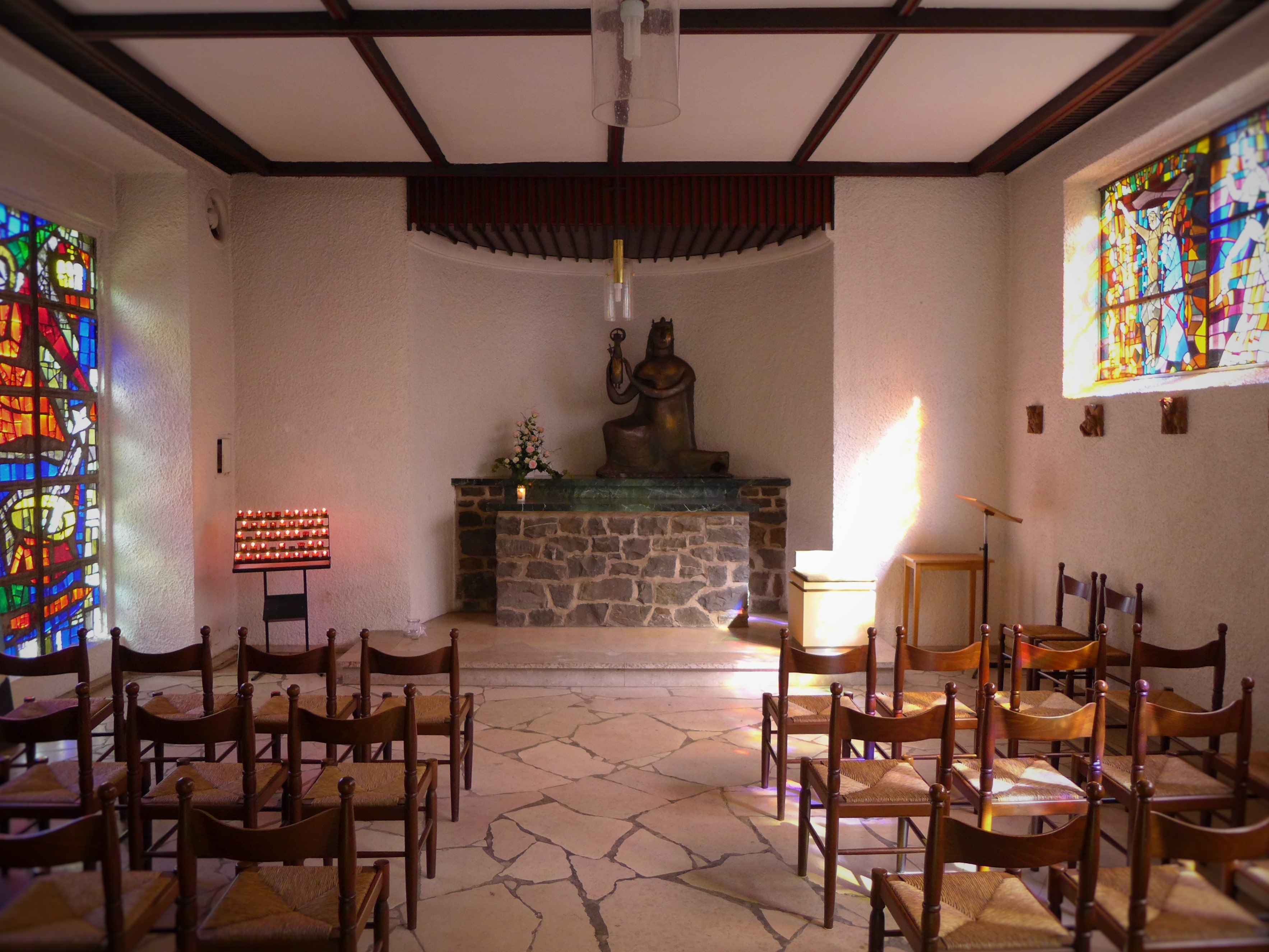
Blick von Außen in das Inneres der Marienkapelle

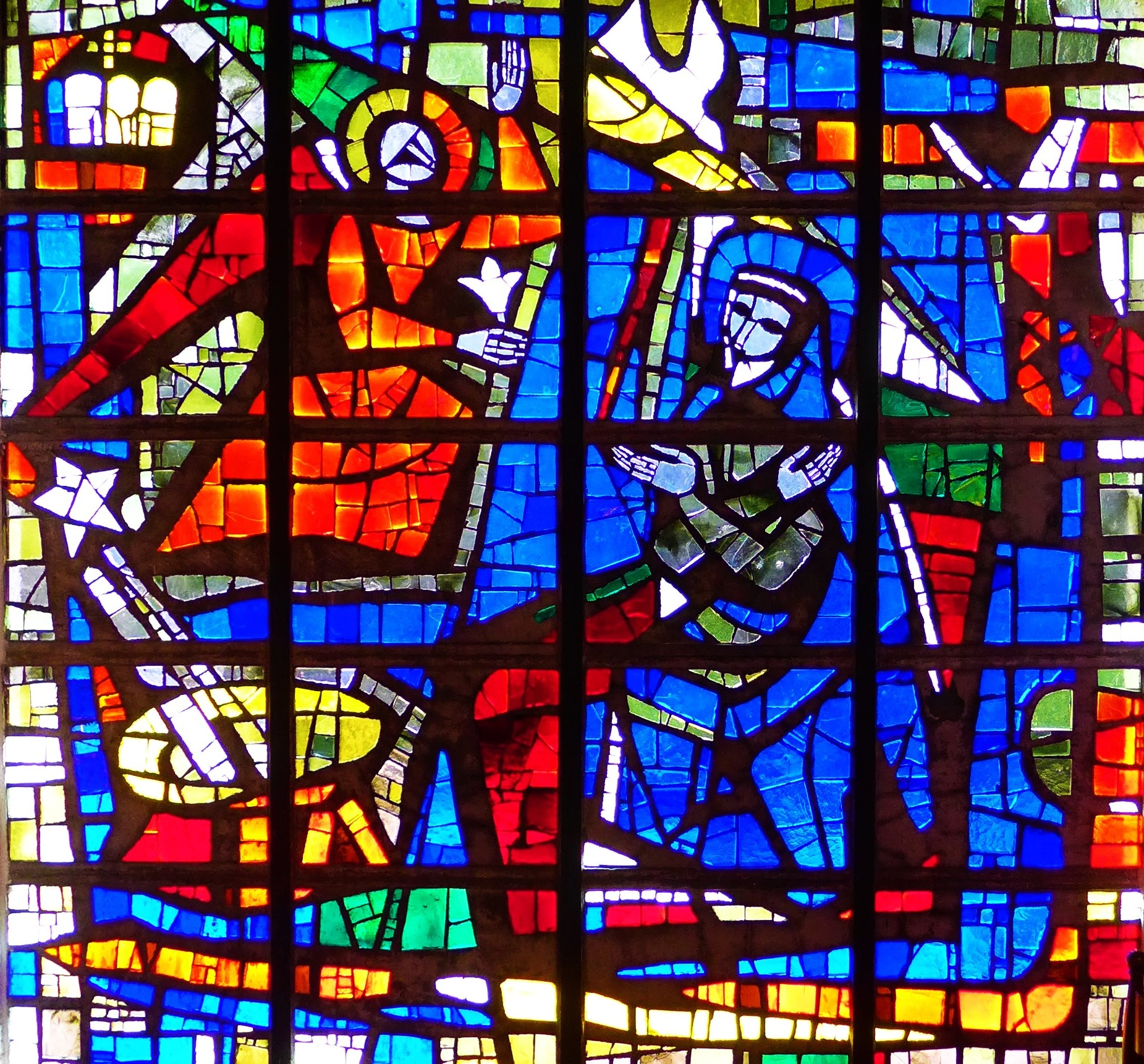
Marienfenster von Jacques Le Chevallier aus dem Jahr 1956 (2,72 × 2,87 m), Spiegelverkehrt von außen

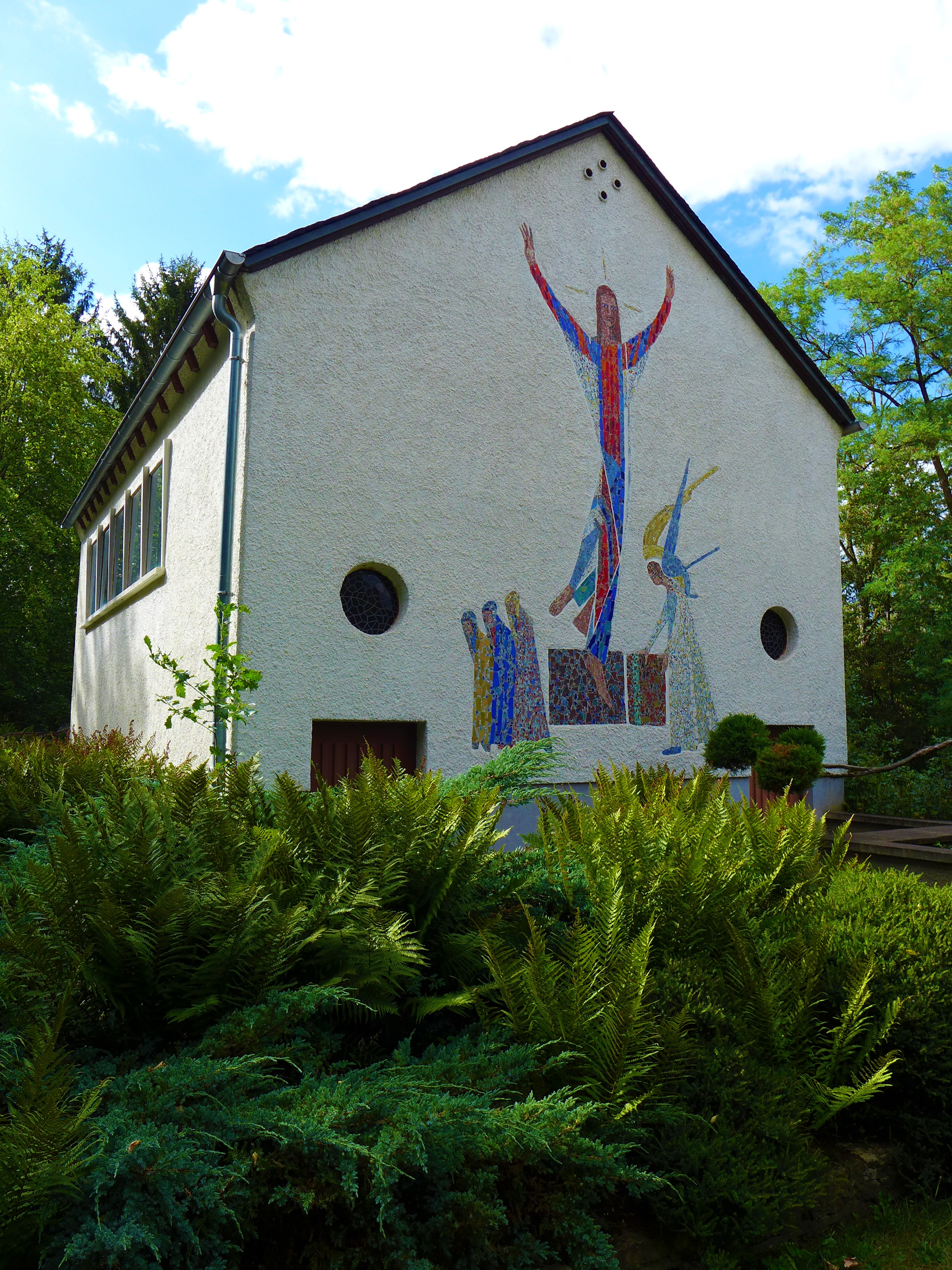
Auferstehungschristus an der Ostwand der Kapelle

Der Marienpark Hasenberg in Ensdorf an der Saar ist eine Kombination aus Marienwallfahrtsstätte, Friedensgedenkstätte und Erholungspark, die ab den 1950er Jahren als Parkanlage angelegt und von verschiedenen Künstlern gestaltet wurde.

## Vorgeschichte
Initiator der marianischen Parkanlage in der saarländischen Bergarbeitergemeinde Ensdorf an der Saar war der katholische Priester Josef Goergen (1904–1995). Er stammte aus dem benachbarten Fraulautern. Sein Vater Johann Goergen (geb. 1860) war als Architekt im Kirchenbau tätig gewesen. Nach der Priesterweihe im Jahr 1931 wirkte Josef Goergen in Bernkastel, Trier, Sien und Dillingen/Saar, ehe er Pfarrer von Ensdorf wurde. Dort war er 21 Jahre lang tätig. Im Jahr 1968 wurde er Pfarrer der Pfarrei St. Michael im Saarbrücker Stadtteil St. Johann sowie Dekan der Region Saarbrücken. Im Folgejahr 1969 übernahm er die Leitung des neugegründeten Katholischen Büros Saarland. An der Universität des Saarlandes in Saarbrücken lehrte er 21 Jahre lang Kirchen- und Staatskirchenrecht und trug die Ehrentitel „Päpstlicher Ehrenprälat“ und „Ehrendomherr an der Hohen Domkirche zu Trier“.
Der jüngere, in Bayern wirkende Bruder von Josef Goergen, Aloys Goergen (1911–2005), war ebenfalls katholischer Priester und gehörte zu den Wegbereitern der Liturgiereform. Ebenso war ihm die Verbindung von Kunst und Kirche ein besonderes Anliegen. In den Jahren 1963 bis 1979 lehrte Aloys Goergen an der Akademie der Bildenden Künste in München Philosophie der Ästhetik, Ikonologie und Theorie des Sakralbaus und fungierte als zeitweiliger Präsident der Hochschule. Der nach dem Zweiten Weltkrieg ins Saarland zurückgekehrte Josef Goergen hatte ab dem Jahr 1946 im nahe bei Ensdorf gelegenen Dillingen/Saar den Wiederaufbau der katholischen Pfarrkirche Heilig Sakrament („Saardom“) mit modernen Bildhauerarbeiten ergänzen lassen und damit ein sichtbares Zeichen der künstlerischen Erneuerung in der Nachkriegszeit im öffentlichen Raum gegeben.

## Entstehung der Anlage
Der aus dem Zweiten Weltkrieg zurückgekommene Ensdorfer Kaplan Stephan Lorenz hatte sich in der unmittelbaren Nachkriegszeit gemeinsam mit anderen Kriegsheimkehrern das Ziel gesetzt, auf dem Gebiet der Gemeinde Ensdorf aus Dankbarkeit für die glückliche Heimkehr und zum Gedächtnis der Kriegstoten eine Muttergotteskapelle zu errichten. Die schnelle Umsetzung dieses Vorhabens wurde jedoch durch die Tatsache gebremst, dass Ensdorf – ein von Bergbau und Landwirtschaft geprägter Ort unweit der deutsch-französischen Grenze – wie viele andere saarländische und lothringische Orte besonders durch die schweren Kämpfe im Kriegswinter 1944/1945 stärkstens in Mitleidenschaft gezogen worden war und zunächst der Wohnungsbau dringend forciert werden musste.
Die Idee des Ensdorfer Kaplans Stephan Lorenz und seiner Mitstreiter fand bei Josef Goergen, der seit Januar 1948 als Pfarrer in Ensdorf amtierte, offene Ohren. Als geeigneten Ort für die Errichtung der geplanten Muttergotteskapelle mit integrierter Gedächtnisstätte wählte man den am Ortsrand von Ensdorf gelegenen Hasenberg aus: „Dieser Berg, der im ersten und zweiten Weltkrieg wegen seiner besonderen, weite Übersicht gewährenden Lage strategischer Stütz- und Abwehrpunkt gewesen ist, sollte nunmehr für friedliche Dienste in Anspruch genommen werden. Wo ehedem Abwehrkanonen und Kampfbunker gestanden und Schützengräben das Gelände durchschnitten haben, sollte nunmehr ein Denkmal der Pietät gegenüber den Kriegsopfern, eine Stätte der Andacht und des Friedens entstehen. So war es gedacht.“
Pfarrer Josef Goergen konnte durch seine Überzeugungskraft den Kirchenvorstand sowie die Kirchengemeinde St. Marien von der Idee des Kapellenbaus zu Ehren Mariens begeistern. Darüber hinaus gelang es ihm, durch Schenkung und den Kauf von Parzellen auf dem Endorfer Hasenberg die Grundlage zur Errichtung der Kapelle zu schaffen. Oft waren es Bergmannsfamilien, die ihre Grundstücke zur Verwirklichung des Vorhabens stifteten. Bald wuchs die Fläche weit über das für den unmittelbaren Kapellenbau notwendige Maß hinaus. Somit war es möglich geworden, den Plan insofern zu erweitern, dass es möglich wurde, um die Kapelle einen für Besucher frei zugänglichen Landschaftsgarten mit Wegen und Plätzen von über 12 Hektar zu gestalten. Viele ehrenamtliche Helferinnen und Helfer gingen daraufhin – unterstützt von der Zivilgemeinde Ensdorf und den Saarbergwerken bzw. der Direktion der Ensdorfer Grube Duhamel – mit großem Eifer, körperlichem Einsatz sowie ausgeprägter finanzieller Spendenbereitschaft an die Herrichtung, den Ausbau und die Bepflanzung des Hasenbergs.
Bei der Erstellung der Marianischen Parkanlage auf dem Hasenberg verpflichtete Josef Goergen für die künstlerische Gestaltung und Ausstattung von Parkanlage und Kapelle in besonderem Maße junge saarländische Künstler wie Albert Johannes Zapp (1926–1963), Oswald Hiery (1937–2016), August Wilhelm Deppe (1925–2005), Karl Michaely (1922–2007) und Oskar Holweck. Diese Künstler waren an der im Jahr 1946 unter französischer Regie gegründeten Staatlichen Schule für Kunst und Handwerk in Saarbrücken ausgebildet worden. Rudi Schillings (1925–2003) und der französische Künstler Jacques Le Chevallier (1896–1987) wurden als Glasgestalter beauftragt. Die beiden Altarplastiken der Kapelle ließ Josef Goergen von Heinrich Kirchner, einem an der Akademie in München tätigen Bildhauer, erstellen. Kirchners religiöse Kunst fand seit 1954 starke Anregung durch die beiden Theologen Romano Guardini und Aloys Goergen.
Das Altarkreuz der Marienkapelle auf dem Hasenberg schuf Johannes Dumanski, der in München Bildhauerei bei Toni Stadler und Heinrich Kirchner studiert und Vorlesungen von Romano Guardini gehört hatte. Josef Goergens Ziel war es, christologische Vorstellungen in zeitgemäß-modernen und qualitativ anspruchsvollen Kunstwerken Gestalt zu geben. Althergebrachte Formen vorgeprägter christlicher Bildtypen – besonders die Formensprache des 19. Jahrhunderts – sollten dabei vermieden werden. Diese Zielsetzung traf vor Ort in Ensdorf besonders hinsichtlich von Kirchners Bronzeplastiken „Mutter-Königin zeigt Jesus, den Christus“ sowie „Pietà“ auf erhebliches Unverständnis in der Bevölkerung, sodass sich Josef Goergen veranlasst sah, die theologische Bedeutung und künstlerische Stellung der beiden Bildwerke in einem Aufsatz ausführlich darzulegen. Neben der Ausstattung der Hasenberganlage vergab Josef Goergen auch weitere Aufträge für die Pfarrei St. Marien in Ensdorf an moderne Künstler.
Der vorläufige Abschluss des Wiederaufbaus Ensdorfs fiel dann zeitlich zusammen mit dem Marianischen Jahr, das Papst Pius XII. am 8. September 1953 mit der Enzyklika Fulgens corona verkündet hatte. Es erinnerte an das Jahrhundertjubiläum der feierlichen Verkündigung des Dogmas der Unbefleckten Empfängnis im Jahr 1854 durch Papst Pius IX. sowie an das von Pius XII. im Jahr 1950 verkündete Dogma von der leiblichen Aufnahme Mariens in den Himmel.
Die marianische Anlage des Ensdorfer Hasenberges gehört zu einer ganzen Reihe von marianischen Denkmälern im Saarland, die anlässlich des marianischen Jahres entstanden, so etwa die Mariensäulen in Bous, Schwalbach, Wadern (Bellscheid), Bildstock, Neunkirchen und St. Ingbert oder der Saarlouiser Marienbrunnen, der Bau des „Marienturmes“ der Pfarrkirche Hl. Dreifaltigkeit in Fraulautern, der marianische Stationsaltar im Ortszentrum von Beckingen sowie der marianische Fensterzyklus in der Klosterkirche des Klosters Heiligenborn in Bous. Auch die saarländische Post gab aus Anlass des marianischen Jahres eine Briefmarkenserie mit Muttergottesdarstellungen heraus. Zudem war mit dem tiefgläubigen Katholiken Johannes Hoffmann ein Ministerpräsident im Amt, der die Förderung des christlichen Glaubens zur Überwindung der Folgen der antihumanistischen NS-Diktatur und als Schutzschild gegen kommunistische Strömungen als dringliche politische Aufgabe empfand. Somit war die Proklamation des Mariendogmas und des marianischen Jahres im Saarland auf äußerst fruchtbaren Boden gefallen. Über die Marienverehrung sollte das religiöse Bekenntnis im historisch stark katholisch geprägten Land an der Saar gestärkt sowie eine gewisse „nationalsaarländische Identität“ in der saarländischen Bevölkerung entwickelt werden.
Das Saarland, zu jener Zeit ein mit Frankreich in Wirtschafts- und Währungsunion verbundener Staat, hatte in seiner Verfassung vom 15. Dezember 1947 die Kirchen und Religionsgemeinschaften als Bildungsträger anerkannt, worin „für die gesamte kirchliche Bildungsarbeit außerordentlich schätzenswerte Möglichkeiten“ lagen.
In Ensdorf, dessen Einwohner zu circa 95 % der katholischen Konfession angehörten, gab die Ausrufung des Marianischen Jahrs den entscheidenden Impuls, die Idee des inzwischen verstorbenen Kaplans Stephan Lorenz von der Errichtung einer der Gottesmutter Maria geweihten Gedächtniskapelle in die Tat umzusetzen. Der erste Spatenstich für die Marienkapelle erfolgte am 15. August 1954, dem Fest der Aufnahme Mariens in den Himmel. In den folgenden Jahren realisierte man folgende Baumaßnahmen:
- Marienkapelle (Einweihung 1956)
- Kreuzweg (1956)
- Brunnenanlage (1956)
- Fatimaplatz mit Marienstatue (1957)
- Platz der Lourdesgrotte (1958)
- Rosenkranzweg (1958)
- Piusstein, Annaplatz, Josefsplatz mit Fischteich und Pergola, Barbaraplatz mit Hochkreuz (alle 1959)
- Aufstellung der Annastatue auf dem Annaplatz (1960)
- Haus Hasenberg für Bildungsveranstaltungen (Eröffnung 1963)
- Mehrzwecktribüne (1965)
- Pavillon (1967)
- Blockhaus (1969) ferner Zeltplatz, Sportplatz, Waldlehrpfad, Gewächshäuser und zahlreiche Ruhebänke.

Seither dient der Hasenberg als Ort für Wallfahrten und Gottesdienste, Fronleichnamsprozessionen und Pfarrfeste, religiöse Bekenntnistage und weltliche Zeltlager, Spaziergänge und Feiern sowie als Naherholungsgebiet der Einwohner von Ensdorf und der umliegenden deutschen und französischen Ortschaften.

## Topographie der Anlage
Der Marienpark Hasenberg befindet sich zwischen dem südöstlichen Ortsrand von Ensdorf und der Landstraße nach Griesborn. Der Eingang zum Park liegt an der Taubentalstraße, von der ein Fußweg zunächst zu einem sich unterhalb des Hügels erstreckenden, rechteckigen Platz führt. Der Platz war ursprünglich durch sich im rechten Winkel kreuzende Wege in vier Teile untergliedert. In der Mitte des Rondells steht der in den Jahren 1955/1956 ausgeführte Springbrunnen, der von Gemeindebaumeister Willi Peter entworfen wurde. Vier kleine Brunnen markieren die Ecken des Platzes. Ausgehend von diesem Platz beginnt der Aufstieg zum Hasenberg. Vorbei an einem Kreuzweg wird der Besucher entweder über einen Serpentinenweg oder über den geraden Treppenweg zur Anhöhe geführt. Die als Plateau gestaltete Kuppe des Hasenberges ist der heiligen Barbara, der Patronin der Bergleute, gewidmet. Alle anderen Plätze stehen mit der Marienverehrung in Verbindung. Der steile Treppenweg führt als Fortsetzung der Hauptachse direkt zur Marienkapelle auf dem Barbaraplatz.

## Stationsorte

### Piusstein
Am Haupteingang zum Hasenberg befindet sich der „Piusstein“. Der aus Buntsandstein gehauene Gedenkstein mit umgebender Schmuckbepflanzung erinnert an die Ausrufung des Marianischen Jahres durch Papst Pius XII. und damit an die Grundlage des Baues der gesamten Hasenberganlage als Marienpark. Der Stein trägt die Inschrift „PIUS XII. / URSPRUNG / U. ANFANG / MARIANISCHES / JAHR / 1954“, das Wappen des Pontifex sowie dessen Profil-Porträt. Ausgeführt wurde der am 15. August 1959 eingeweihte Piusstein von dem Bildhauer Albert Johannes Zapp, der mehrere Plätze und Skulpturen für den Hasenberg gestaltet hat.

### Fatimaplatz
Der im Jahr 1957 angelegte Fatimaplatz befindet sich an der Südseite des Hanges. Seine sonnenbezogene Positionierung innerhalb der Berganlage nimmt Bezug auf das Sonnenwunder von Fatima. Die Erscheinung soll von mindestens 30.000 Menschen am 13. Oktober 1917 in der Cova da Iria nahe Fátima in Portugal beobachtet worden sein. Die Anwesenden hatten sich versammelt, um den gegenüber Jacinta und Francisco Marto sowie Lúcia dos Santos angekündigten letzten Besuch der Gottesmutter Maria mitzuerleben. Das Wunder war von den Gläubigen der Nossa Senhora de Fátima („Unsere Liebe Frau von Fátima“) zugeschrieben worden, einer Erscheinung der Jungfrau Maria gegenüber den drei jungen Schäferkindern im Jahr 1917, die – wie den drei Kindern vorhergesagt – am 13. Juli, 19. August und 13. September stattfand. Die Kinder berichteten, die Frau habe ihnen versprochen, am Mittag des 13. Oktober in der Cova da Iria ihre Identität ihnen gegenüber zu offenbaren und ein Wunder zu wirken, „damit alle glauben können.“ An besagtem Tag wurde von den anwesenden Menschen die Sonne als sich drehende Scheibe wahrgenommen und als himmlisches Zeichen gedeutet. Für den Ensdorfer Hasenberg erstellte Albert Johannes Zapp eine Skulptur der Madonna von Fatima aus rotem Buntsandstein. Die Figur ist nach Süden, zur Sonne hin positioniert. Abweichend vom üblichen Typ der Muttergottes von Fatima – einer mädchenhaften Figur, auf einer Wolke stehend, einen Rosenkranz in ihren zum Gebet gefalteten Händen haltend und mit einer goldenen Bügelkrone gekrönt – lässt die moderne Interpretation von Albert Johannes Zapp eine abstrahierendere Gestaltung zur Anwendung kommen: Die Jungfrau Maria ist als etwa lebensgroße, stehende Gewandstatue von geschlossener Konturierung dargestellt. Während sie mit ihrer Rechten ein mit sieben Stacheln verwundetes Herz als Sinnbild ihrer Sieben Schmerzen an ihre Brust drückt, lässt sie in ihrer linken Hand einen Rosenkranz zum Gebet durch die Finger gleiten.
Die sieben Schmerzen Mariens sind:
1. Die Darstellung Jesu im Tempel mit der Weissagung Simeons (Lk 2,34–35 EU)
2. Die Flucht nach Ägypten vor dem Kindermörder Herodes (Mt 2,13–15 EU)
3. Der Verlust des zwölfjährigen Jesus im Jerusalemer Tempel (Lk 2,43–45 EU)
4. Die Begegnung von Jesus und seiner Mutter Maria auf dem Kreuzweg (unbiblische Szene)
5. Die Kreuzigung und das Sterben Christi (Joh 19,17–39 EU)
6. Die Kreuzabnahme und die Übergabe des Leichnams Jesu an Maria (Beweinung Christi) (Mt 27,57–59 EU)
7. Die Grablegung Jesu (Joh 19,40–42 EU)

Der Künstler Albert Johannes Zapp deutet in seiner Marienskulptur durch das leicht gesenkte Haupt und den nach innen gekehrten Blick den Gebetszustand an. Eine schlichte Reifkrone, die Marias Schleier oberhalb der Stirn Halt gibt, ersetzt die übliche barockisierende Bügelkrone gängiger Figuren der Jungfrau von Fatima. Die übliche Wolke zu Füßen der Fatimastatuen wird von Albert Johannes Zapp als Bogenwulst interpretiert.

### Lourdesplatz
Der von Albert Johannes Zapp entworfene Lourdesplatz entstand in den Jahren 1958/1958 am nördlichen Hang des Hasenberges, unterhalb des später errichteten Bildungs- und Festhauses „Haus Hasenberg“. Albert Johannes Zapp schuf als zentralen Blickpunkt seiner Platzanlage die Lourdesgrotte mit der Figurengruppe der Jungfrau Maria und der Bernadette Soubirous. Die Ensdorfer Mariengrotte ist eine Nachbildung der Grotte von Massabielle bei Lourdes in Südfrankreich. Sie erinnert an die Marienerscheinungen von Lourdes. In der Grotte von Massabielle soll im Jahr 1858 der später heiliggesprochenen Bernadette Soubirous die Muttergottes erschienen sein. Die damals vierzehnjährige Bernadette hatte angegeben, dass ihr ab dem 11. Februar 1858 an der Grotte von Massabielle beim Fluss Gave de Pau wiederholt die Mutter Gottes erschienen sei. Bernadette war an besagtem Tag beim Bennholzsammeln, als ihr eine wunderschöne Dame in der Grotte erschienen sei. Die Erscheinung soll weiß gekleidet und blau gegürtet gewesen sein. Während einer dieser Visionen legte Bernadette eine Quelle in der Grotte frei, deren Wasser als heilkräftig gilt. Jährlich pilgern vier bis sechs Millionen Besucher nach Lourdes und Tausende nehmen – im festen Glauben an eine mögliche Heilung – Bäder im Quellwasser.
Die kirchlichen und weltlichen Oberen hatten diese angeblichen Erscheinungen, die am 16. Juli 1858 endeten, zunächst mit Argwohn betrachtet. Erst nach einiger Zeit glaubten auch Priester und Bischöfe dem Mädchen. Als der Dorfpfarrer Dominique Peyramale Bernadette aufforderte, die Erscheinung nach ihrem Namen zu fragen, überbrachte Bernadette als Antwort „Ich bin die Unbefleckte Empfängnis“ – ein theologischer Terminus, der erst kurz zuvor vom Papst dogmatisiert worden war. Peyramale meinte, dass Bernadette als ungebildete Tochter eines verarmten Müllers diesen Begriff kaum habe kennen können. Darauf war er von der Authentizität der Erscheinung überzeugt und unterstützte Bernadette.
An der Stelle der Marienerscheinungen in der Felsnische in Lourdes wurde später eine Madonnenfigur eingesetzt, die der Bildhauer Joseph-Hugues Fabisch im Jahr 1864 nach den Angaben Bernadettes für Massabielle geschaffen hatte. Besonders gegen Ende des 19. Jahrhunderts und Anfang des 20. Jahrhunderts wurden solche Lourdesgrotten allenthalben von frommen Katholiken errichtet und wurden Bezugspunkt lokaler Wallfahrten.
Der Ensdorfer Lourdesplatz ist eine relativ große Rasenfläche, die von einer halbhohen, aus dunklen, unregelmäßigen Natursteinen gefertigte Mauer eingefasst wird. An der Ostseite des Platzes führen drei Stufen auf ein mit polygonen Natursteinplatten belegtes Podest, das die Basis für eine große, im selben Stil wie die Mauer ausgeführte Nische der Lourdesgrotte bildet.
Der Künstler Albert Johannes Zapp und die Initiatoren der marianischen Parkanlage auf dem Hasenberg hatten es sich zum Ziel gesetzt, nicht auf die allgemein übliche Nachbildung der Grotte von Massabielle mitsamt einer Kopie der leicht farbig gefassten Marienstatue des Bildhauers Joseph-Hugues Fabisch aus dem Jahr 1864 zurückzugreifen. Fabischs Skulptur richtet ihren Blick entrückt zum Himmel. Dies war von Bernadette selbst missbilligt worden, da Maria ihren Blick angeblich auf die Seherin selbst gerichtet habe. Darüber hinaus war der Darstellungsstil der Marienfiguren des 19. Jahrhunderts im 20. Jahrhundert oft stark negativ als kitschig-süßliches "heiliges Augenverdrehen" kritisiert worden. Deshalb entschied man sich bei der Gestaltung des Marienparks auf dem Hasenberg stattdessen für eine eigenständige Interpretation des Geschehens, das sich in Lourdes zugetragen hatte. Albert Johannes Zapp schuf eine Marienfigur, die ihre Herkunft zur himmlischen Sphäre nicht leugnet und dennoch den irdischen Menschen wahrnimmt und sich ihm zuwendet. Aus einem hellen, gelben Stein fertigte der Bildhauer eine etwa lebensgroße, schlanke Skulptur, die sich farblich von der dunklen Nische abhebt. Die Muttergottes neigt sich von ihrem etwas erhöhten Standort aus mit geöffneten Händen leicht zu Bernadette Soubirous herab, die links vor der Nische kniet. Während die Madonnenskulptur vom Künstler vollplastisch gearbeitet wurde, hat Zapp die Figur der den Rosenkranz betenden jugendlichen Bernadette als Relief gestaltet, um so eher den Blick des Betrachters auf die Gestalt der Marienfigur zu fokussieren.

### Annaplatz
Oberhalb des Fatimaplatzes befindet sich ein kleiner Platz, der der heiligen Anna, der Mutter Marias gewidmet ist. Vor einer Bunkeranlage des Westwalls aus der Aufrüstungszeit vor dem Zweiten Weltkrieg und vom Künstler Albert Johannes Zapp ganz bewusst in Kontrast zu seiner Skulptur gesetzt, steht auf einem Postament aus unregelmäßigen Riemchensteinen die Figurengruppe der Mutter Anna, die ihre Tochter Maria unterrichtet. Die Skulpturengruppe wurde im Jahr 1960 geschaffen. Ruhige, einfache Formen erzeugen eine konzentrierte Geschlossenheit. Die sitzende Mutter Anna wendet sich dem vor ihr knienden kleinen Kind Maria zu. Die beiden Figuren scheinen ineinander zu verschmelzen. Zärtlich berührt sie sanft mit ihrer rechten Hand die Schulter ihrer Tochter, während sie mit der geöffneten Linken den Blick des Kindes in himmlisch Sphären lenkt. Der Blick des Kindes geht gleichzeitig in kindlichem Vertrauen zum Antlitz der Mutter. Die Darstellung der Szene zwischen Mutter und Tochter erzeugt beim Betrachter eine geradezu anrührende und friedlichen Intimität.

### Hasen-Skulpturen
Eine profan-auflockernde Kontrastierung zu den religiösen Bildwerken des Ensdorfer Hasenberges setzen fünf Hasen aus Buntsandstein, die im Jahr 1959 von Oswald Hiery geschaffen und auf einem Rasenstück hinter der neunten Station des Kreuzweges aufgestellt wurden. Oswald Hiery, ein aus Ensdorf gebürtiger, damals noch sehr jungen Künstler, der im Jahr zuvor für eine Tierdarstellung den renommierten Rembrandt-Bugatti-Preis der Stadt Antwerpen erhalten hatte, ordnete die Hasen als eine Zweier- und eine Dreiergruppe mit einigem Abstand zueinander an. Jeder der Hasen ist vom Künstler in einer eigenen Körperhaltung dargestellt worden: witternd, ohrenstreichend, mümmelnd, starrend sowie sich abgewendend und das Hinterteil präsentierend. Die Tierskulpturen lassen sich als ironische Hommage an die tierischen Namensgeber des Ortes verstehen: Hasenberg – Berg der Hasen.

### St. Barbaraplatz
Auf der höchsten Stelle des Hasenbergs befindet sich der im Jahr 1959 angelegte St. Barbaraplatz. Hier können Freiluftgottesdienste abgehalten oder größere Feste gefeiert werden. Der Platz ist der heiligen Barbara von Nikomedien, der Schutzpatronin der Bergleute, geweiht. Auf dem Platz ist ein Hochkreuz aufgestellt, das am 20. September 1959, dem Tag der Schlussfeier der Wallfahrt zum Heiligen Rock in Trier, von Vereinsmitgliedern des lokalen Bergmannsvereins in feierlicher Prozession von der Ensdorfer Pfarrkirche St. Marien auf den Hasenberg getragen und hier aufgerichtet worden ist. Das schlichte Holzkreuz trägt als Bekenntnisinschrift das Christogramm im Zentrum. Auf den oberen Kreuzenden befinden sich die christologischen Zuweisungstitel „Sieger“, „König“ und „Herrscher“. Die Anrufungen beziehen sich auf den lateinischen Hymnus Vexilla regis prodeunt aus dem 6. Jahrhundert, in dem der Gedanke des Königtums Christi mit der Kreuzesverehrung verbunden wird, sowie auf das Trikolon Christus vincit, Christus regnat, Christus imperat („Christus Sieger, Christus König, Christus Herr in Ewigkeit“) der Laudes regiae. Der Bergmänner-Verein, der unter dem Druck der NS-Diktatur zur Selbstauflösung gezwungen worden war, wurde im Jahr 1951 auf Anregung von Pastor Goergen als „Katholischer Bergmannsverein 1873 Ensdorf“ wieder gegründet. Er steht mittlerweile als „Berg- und Hüttenarbeiterverein ‚St. Barbara’ Ensdorf 1873 e.V.“ auch Nicht-Katholiken und Stahlarbeitern offen. Am nördlichen Rand des St. Barbaraplatzes errichtete man im Jahr 1963 nach dem Entwurf von Architekt Willi Peter das „Haus Hasenberg“, das zu Fortbildungen, Versammlungen, Exerzitien und öffentlichen wie privaten Feiern genutzt wird. Am östlichen Rand des Platzareals befindet sich eine Bühne, zu deren Podestfläche mehrere Stufen führen. Hier werden Gottesdienste gefeiert. Zum Schutz der Zelebration auf dem Altar stiftete die Grube Ensdorf im Jahr 1984 einen tonnenförmigen Streckenausbau aus Stahl, wie er in den Steinkohlegruben des Saarlandes unter Tage eingesetzt wurde, als Dach. An der Südostecke des St. Barbaraplatzes befindet sich die Marienkapelle, deren Eingang am Ende der von Ensdorf aufsteigenden Freitreppe liegt.

### Marienkapelle
Die Kapelle „Maria Frieden“ auf dem Hasenberg wurde in den Jahren 1954–1956 nach den Plänen des Ensdorfer Gemeindebaumeisters Willi Peter auf einer hohen Aufschüttung errichtet und liegt damit über dem Niveau des St. Barbaraplatzes. Ihr Patrozinium „Maria Frieden“ trägt sie seit dem Jahr 1982. Das zugehörige Patroziniumsfest „Maria, Königin des Friedens“ wird am 9. Juli gefeiert. Im Jahr 1917 war der Marientitel von Papst Benedikt XV. angesichts der Schrecken des Ersten Weltkrieges in die Lauretanische Litanei eingefügt worden.
Die Kapelle ist als schlichter, verputzter Steinbau auf rechteckigem Fundamenten unter einem schiefergedeckten Satteldach konzipiert. Das Bauwerks besteht aus einer Oberkapelle, die als Marienkapelle genutzt wird, und einer Unterkapelle, die als Gedächtniskapelle fungiert. Die beiden übereinander liegenden Sakralräume sind durch separate Eingänge zugänglich. Das Portal zur oberen, der Jungfrau und Gottesmutter Maria geweihten Kapelle befindet sich in der westlichen Giebelfassade. Zu diesem Eingang führen von drei Seiten Treppen hinauf. Die Eingangstüren zur unteren Kryptakapelle, die dem Gedächtnis der Toten der Weltkriege des 20. Jahrhunderts und der Arbeit geweiht ist, liegen in der Fassade des östlichen Giebels. Treppenstufen, die in die bepflanzte Aufschüttung eingeschnitten sind, führen vom St. Barbaraplatz auf das tiefere Eingangsniveau der Unterkapelle herab.

#### Oberkapelle
Der Eingang zur oberen Marienkapelle wird durch ein prozessionsbaldachinartiges Vordach akzentuiert. Vier kantig profilierte Pfeiler tragen dabei ein überstehendes Dach aus Stahlbeton. Die Unterseite des Flachdaches wird durch vertiefte und farblich gefasste, felderweise versetzt angeordnete Streifen in Quadrate unterteilt. Mit diesem ursprünglich als Hoheitszeichen für einen Monarchen dienenden Baldachin wird Marias Bedeutung als Königin des Himmels betont. Dementsprechend wird das Königtums Mariens in dem farbigen Mosaik von Oskar Holweck auf der über dem Baldachin aufsteigenden Giebelwand visualisiert. Die zweiflügelige, gläserne Eingangstüre ist von schmalen Wandstücken seitlich begrenzt. Diese sind durch runde, hochrechteckige und kreuzförmige Öffnungen durchbrochen und mit pastellfarbigen Scheiben verglast. Das Innere der Marienkapelle ist als flach gedeckter Saalbau gestaltet, in dessen Längswände farbigen Fenster von Jacques Le Chevallier und August Deppe eingelassen sind. Eine halbrunde Nische in der östlichen Stirnwand dient als Raum für den aus Natursteinen gemauerten Altar sowie das Andachtsbildwerk, die Plastik „Mutter-Königin zeigt Jesus, den Christus“ von Heinrich Kirchner. Die Altarplatten bestehen aus poliertem dunkelgrünem Marmor.
Westgiebelmosaik
Für die Giebelwand über dem Eingang zur Oberkapelle schuf Oskar Holweck im Jahr 1956 das Mosaik „Maria, Königin des Himmels“. Die Bezeichnung Marias als Königin, geht auf eine lange Tradition und Frömmigkeit in der katholischen Kirche zurück, auf die sich Papst Pius XII. bezog, als er zum Abschluss des Marianischen Jahrs 1953/54 am 11. Oktober 1954 mit der Enzyklika Ad caeli reginam das Fest „Maria Königin“ einführte. Holwecks Fassadenbild zeigt die gekrönte Gottesmutter mit herrschaftlichem Szepter in ihrer Rechten, während ihre Linke zum fürbittenden Gebet nach oben geöffnet ist. Die Mosaik-Darstellung zeigt Maria in ein langes, blaugrundiges Gewand mit grünen, goldgelben und roten Einsprengseln gehüllt. Dieser Farbakkord wiederholt sich bei den sechs Engeln, die als Dreiergruppen die Hauptfigur links und rechts umschweben. Dem Bedeutungsmaßstab gemäß sind sie deutlich kleiner als Maria in einer anbetenden Haltung dargestellt.
Nordfenster
Die Nordwand der Marienkapelle wird vom großen, leicht nach außen vorspringenden, fast quadratischen Fensterbild von Jacques Le Chevallier aus dem Jahr 1956 bestimmt (2,72 × 2,87 m). Da die Nordseite aufgrund ihres Lichtmangels der am wenigsten geeignete Ort für farbige Glasbilder ist, entschied man sich hier für ein aus farbigen Dickglasstücken mosaikartig zusammengesetztes Beton-Glas-Fenster. Zentrum der Darstellung ist die Verkündigung der Geburt Jesu durch den Engel Gabriel an Maria. Durch verschiedene, im Uhrzeigersinn positionierte Symbole (Krippe mit Stern, Kreuz, Krone) deutet der Künstler herausragende Stationen im Leben der Gottesmutter an: Geburt und Tod Jesu sowie die Krönung Mariens.
Südfenster
In den oberen Bereich der Südwand ist ein fünfteiliges, intensivfarbiges Fensterband von August Deppe aus dem Jahr 1956 eingelassen, dessen Gliederung durch überlange, keilförmige Fensterstöcke aus Stahlbeton am Außenbau deutlich betont wird. August Deppe entwarf fünf Bleiglasfenster, die von der Ensdorfer Firma Heinrich Göttker ausgeführt wurden (1,30 × 6,12 m). Thema sind die sieben Schmerzen Mariens, von denen jedoch nur die ersten fünf veranschaulicht werden. Die bildhafte Erzählung beginnt im Eingangsbereich der Kapelle mit der Darbringung Jesu im Tempel gefolgt von der Darstellung der Flucht der heiligen Familie vor dem Kindermörder Herodes nach Ägypten, der sorgenvollen Suche Marias und Josefs nach ihrem zwölfjährigen Sohn Jesus im Tempel, Marias Begegnung mit ihrem Sohn auf dessen Weg zur Kreuzigung sowie Marias Ausharren unter dem Kreuz ihres Sohnes. Es fehlen mit der Kreuzabnahme und der Grablegung Jesu die beiden letzten Schmerzen Mariens.
Marienfigur
In einer apsisähnlichen Nische befindet sich auf dem Postament hinter dem Altartisch das Gnadenbild „Mutter-Königin zeigt Jesus, den Christus“. Pastor Josef Goergen bezeichnete die Plastik als „Ziel und Schwerpunkt“ der gesamten Hasenberganlage. Die nahezu lebensgroße, goldschimmernde Bronzeplastik ist eine im Jahr 1954 entstandene Arbeit des Bildhauers Heinrich Kirchner (140 × 122 × 35 cm, Werkverzeichnis Nr. 120), die im gleichen Jahr auf der „Internationalen Ausstellung Christlicher Kunst“ in Wien vorgestellt worden war. Es existieren weitere Fassungen der Plastik; eine davon wurde 1958 auf der Münchener Ausstellung „Bild und Gleichnis“ gezeigt und mehrfach in Feuilletons großer Tageszeitungen sowie in diversen Zeitschriften besprochen. Die auf dem Hasenberg zur Andacht aufgestellte Bronzefigur ist der Erstguss aus der Urform, dem weitere, in Details voneinander abweichende Güsse folgten. So existiert in der Pfarrkirche „Heilig Geist“ in Oberjoch in den Allgäuer Alpen (Grundsteinlegung im Jahr 1968) einer nahezu identischen Fassung des Bildwerks „Mutter-Königin zeigt Jesus, den Christus“, und das Werkverzeichnis Kirchner führt ein weiteres Exemplar in St. Ottilien in der Nähe des Ammersees an.
Heinrich Kirchner orientierte sich bei seiner Ensdorfer Marienplastik nicht an traditionellen Mariendarstellungen, sondern schuf ein wuchtig-blockhaftes Madonnenbildnis, mit dem er Maria zugleich in einer vor dem Jesuskind knienden als auch in einer frontalen, den Sohn dem Betrachter präsentierenden Haltung zeigt. Im Gegensatz zu der Blockhaftigkeit des Rumpfes Marias sind ihre bogenförmigen, das Kind haltenden Arme weicher gestaltet. Das grazil geformte göttliche Kind mit kleinem Kreuznimbus um sein Haupt wird von den schlanken Händen Mariens kaum berührt und erweckt damit fast den Eindruck, zwischen den Fingern der Gottesmutter zu schweben. In einer angedeuteten Falte des Kleides der Jungfrau unterhalb ihres Kindes ist die Inschrift „ZEIGE UNS DIE GEBENEDEITE FRUCHT DEINES LEIBES JESUS“ zu lesen. Das Kind hält in seinen Händen ein kleines Kreuz als Hinweis auf seinen künftigen Tod. Die Mutter, durch einen Kronreif auf ihrem Haupt als Königin erkennbar, zeigt der Welt ihren Sohn als deren Erlöser und beugt zugleich in Demut vor ihm die Knie. Nachdem die Plastik zunächst in der Mittelachse des Altares gestanden hatte, wurde sie von Heinrich Kirchner bei einem Besuch des Marienparks auf dem Hasenberg so weit nach rechts gerückt, dass nun die Figur Jesu Christi im räumlichen und damit auch im ikonographischen Mittelpunkt zu stehen kommt. Josef Goergen, der das Bildwerk Kirchners für den Hasenberg angekauft hatte, gibt dazu die theologische Erklärung:

„In der majestätischen Mächtigkeit Mariens wird erkennbar, wie ein Künstler sich den in der christlichen Heilsdeutung höchst wirksamen Gedanken der Mutterschaftlichkeit zu eigen macht und sich an seiner Gestaltung abmüht. Wie die Urmutter Eva als Mutter aller Adamiten, also aller Erlösungsbedürftigen, gilt, so gilt Maria, die Mutter Jesu als zweite Eva, als Urmutter aller Erlösten, als Mutter und Bild der Kirche. Diese biologische und zugleich theologisch-mystisch gedeutete Mutterschaftlichkeit wird vom Künstler veranschaulicht durch das Mittel überdimensionierter und urtümlicher Mächtigkeit. Diese als Mutter und Repräsentantin der erlösten Schöpfung und Welt gestaltete Frau vollzieht in ihrer Kniebeuge persönlich und stellvertretend für alle Welt jenen Akt, der allein als gültiger Ausdruck der geschuldeten Unterwerfung der Schöpfung unter den im Erlöserherrn sichtbar und wirksam gewordenen Schöpfergott gelten kann. Hier wird vollzogen, was von den Stammeltern verweigert worden ist. Hier wird vorgeführt, was die erlöste Kreatur ihrem Gott, der als Gott der Macht, der Liebe und des Erbarmens ihr in Christus sichtbar geworden und nahegekommen ist, schuldig ist.
Diese Maria, diese Mutter und neue Eva, zeigt also in anbetender Stellung und mit ausdrucksstarker Geste aller Welt den Erlöser Jesus Christus und zwar in den Ausmaßen eines Kindes, aber mit dem Ausdruck und den Insignien des Welterlösers. Kind dieser Erde, Kind einer irdischen Mutter ist er, durch die göttliche Erlösungskraft seines Kreuzes nach Gottes Willen und Erbarmen aber ist er das Heil für alle Welt. Das ist die gute Botschaft, die Maria, die Mutter, aller Welt anbieten will. Immerfort und bevorzugt im Dienst solcher Verkündigung stehend, strahlt sie in majestätisch verhaltenem Lächeln jene Seligkeit aus, die denen zuteil wird, die gleich ihr allein setzen auf Jesus Christus, das einzige Heil der Welt.
Das allein meint der Künstler, wenn er dem Gewand der Madonna eingeschrieben hat: ‚Zeige uns Jesus, die gebenedeite Frucht Deines Leibes!’ Es ist mir keine Plastik im Raume der christlichen Kunst bekannt, in der diese Grundgedanken christlicher Weltdeutung so eindrucksvoll und konzentriert Gestalt geworden sind. Hier von Verhöhnung oder Gotteslästerung zu sprechen, wie es hier und da geschehen ist, beweist eben nur Unverständnis.“

Altarkreuz
Das bronzene Altarkreuz der Oberkapelle schuf Johannes Dumanski, ein Schüler von Heinrich Kirchner. Der Künstler entwarf ein Kreuz, dessen Standfuß als oberer Teil eines Fischkopfes mit weit geöffnetem Maul gestaltet ist. Der Corpus Christi ist nicht als sterbend am Kreuz Hängender, sondern als am Kreuzesholz Thronender konzipiert. Josef Goergen gibt dazu die theologische Deutung, wenn er schreibt:

„Das Standkreuz in Bronce (...) ist ein Versuch, aus bibeltheoretischen Vorstellungen heraus den erhöhten und wiederkommenden Herrn Jesus Christus darzustellen. Das geöffnete halbe Fischmaul weist auf die Jonasgeschichte hin, die als altbundliche Ankündigung der Auferstehung des Messias Jesus verstanden wird. Das große Kreuz dient als Thronsitz des Erbarmers, der gerade daran ist, sich zu erheben, um zu kommen die Seinen zu umarmen. Die übergroßen Hände deuten darauf hin, daß die Umarmung alle Wesen umgreifen will.“

#### Unterkapelle
Durch zwei hölzerne Türen an der Ostseite der Marienkapelle gelangt der Besucher zur Unterkapelle, die dem Gedächtnis der Toten gewidmet und für die meditative Andacht ausgelegt ist. Im Eingangsbereich befindet sich der im Jahr 1954 gelegte Grundstein. Von hier führt ein schmaler Gang zu kleinen Funktionsräumen (Sakristei, Sanitärraum, Abstellraum) und zur querrechteckigen Krypta, der Gedächtniskapelle.
Zentrales Bildwerk der Unterkapelle ist ein großes, bronzenes Bildwerk von Heinrich Kirchner; eine Pietà. Sie steht auf einem Postament aus hellgelblichen Natursteine, die sich von den dunkelgrauen Natursteinplatten des Fußbodens abheben. Von einem runden Quellstein rinnt Wasser in einen kleinen, vertieft in den Boden eingelassenen Brunnen, der mit kleinen Mosaiksteinchen ausgekleidet ist. Auf dem Grund des Wasserbeckens erscheint als Mosaik die Darstellung von drei Fischen, dem frühchristlichen Symbol des Christentums. Schöpfer des Mosaiks war der saarländischen Künstler Karl Michaely. In die weiß getünchten Außenmauern der Unterkirche sind 18 Platten mit abgerundeten Ecken aus gebranntem, unglasiertem, rotem Ton eingelassen. Darauf befinden sich die Namen der Toten des Zweiten Weltkriegs – die Gefallenen, Vermissten und durch Kriegseinwirkung Gestorbenen der Gemeinde Ensdorf. Die Mauern sind zusätzlich mit kleinen Weihwasserbecken versehen. Tafeln und Becken sind Arbeiten des Künstlers Albert Johannes Zapp. Die Symbolik des Raumes fokussiert sich ausschließlich auf den christlichen Glauben der Erlösung und Wiederauferstehung in Christus. Dies kommt auch in den sechs kleinen Fenstern zum Ausdruck, die, jeweils drei nebeneinander an den Schmalseiten der Krypta unter der Decke liegend, von dem Trierer Künstler Rudolf Schillings entworfen wurden und Motive aus der neutestamentlichen Offenbarung des Johannes mit Symbolen aus frühchristlicher Zeit verbinden:

„Die Taube als Zeichen für die dem Körper entweichende und himmelanstrebende Seele, die Kreuze als Erwählungsmale (die „Bezeichneten“), Palme und Krone als himmlische Siegestrophäen.“

Ursprünglich hatte Holweck eine andere Fenstergestaltung vorgesehen, die jedoch von den Auftraggebern abgelehnt wurde: Er „wollte eine Verglasung aus durchscheinenden, in Beton gefassten Kieselsteinen einsetzen. Deren mattes Licht sollte auf Bunker und die Grauen des Krieges verweisen. Ihm kam die Idee dazu aus der Erinnerung der eigenen Kriegserlebnisse, als er beobachtete, wie gefallene Soldaten teils mit geöffneten Augen ohne Särge oder Leintücher einfach nur verscharrt wurden. Er stellte sich vor, wie das Restlicht während der Bestattung durch die auf sie geworfene Erde immer noch in die Augen drang und wollte so mit den ebenfalls nur Restlicht abgebenden Fenstern an seine Kameraden erinnern.“
Pietà
Die breite, von einem Stichbogen überfangene Nische in der Westwand der Krypta dient der Aufstellung der fast lebensgroßen Bronce-Pietà (143 × 102 × 50 cm, Werkverzeichnis Nr. 132), die Heinrich Kirchner im Jahr 1956 schuf. Marias Körperlichkeit verschwindet unter ihrem weiten Gewand und dem Schleier, mit dem sie ihren Kopf bedeckt hat und der einen bergenden Hintergrund bildet, die Umrisse der Figur umschließt und den Eindruck von heiliger Verhüllung, stummer Trauer und einsamem Schmerz hinterlässt. Die trauernde Mutter, die in leichter Sitzhaltung gestaltet ist, hält ihren toten Sohn. Maria zieht den starren, schräg zur Seite sinkender Körper des am Kreuz getöteten an sich, indem sie ihn mit ihrer Linken unter der Achsel fasst und mit der rechten Hand seine Hüfte berührt. Der linke Arm Jesu hängt in starker Überlänge wie wehrlos herab, während der andere die Brust Mariens deutend kreuzt. Der Leichnam Jesu trägt die Wundmale der Folterung. Sein Haupt aber ist zum Zeichen des Sieges über brutale Gewalt und sinnlosen Tod mit einer Reifkrone gekrönt. Übergroß und kugelrund treten bei der Mutter und ihrem Sohn die Augen hervor. Sie verstärken den Eindruck von Entsetzten über menschliche Grausamkeit und starren den Betrachter fragend an.
Heinrich Kirchners Erfahrungen während der NS-Diktatur und des Zweiten Weltkrieges bewogen ihn, seine Aufgabe als Künstler neu zu definieren: statt Abbilder zu erschaffen, versuchte er nun, sinnhafte Bilder zu gestalten, die auch seine humanistisch-katholische Religiosität zum Ausdruck bringen sollten. So entstanden „eher Sinnbilder als reale Gestalten, von stammelndem Ausdruck, doch nicht ohne eine gewisse Magie, wie sie auch von naiven Werken der Volksfrömmigkeit gelegentlich ausgehen kann.“
Auferstehungsmosaik
Von der östlich an die Marienkapelle angrenzenden leise plätschernden Brunnenanlage mit ihren Sitzbänken ist das große Wandmosaik über dem Eingang zur Unterkapelle – einem Andachtsbild gleich – meditativ zu betrachten. Es trägt den Titel „Auferstehung“ und wurde von Oskar Holweck im Jahr 1956 entworfen. Thematisch ist die Darstellung auf die dem tröstenden und mahnenden Totengedächtnis gewidmete Unterkapelle abgestimmt und führt den dort in den Fenstern symbolisch ausgedrückten Glauben der christlichen Erlösung von irdischem Leid, brutaler Gewalt und sinnlosem Tod fort. Holwecks Mosaik zeigt im Zentrum den vom Grabe auferstehenden Christus. Die riesige, überschlanke, ätherisch wirkende Figur schwebt über einer dunklen, rechteckigen Grabkammer. „Der übergroße Standfuß“, der noch die Gruft berührt, „soll hinweisen auf den Christus, der aus eigener Kraft aus dem Grab als Heiland und Sieger sich erhebt und lebt“.
Die Gestalt Christi hat die Arme gleichsam zum Sieges- und Segensgestus emporgehoben und zeigt offen die blutroten Wundmale seiner Händen und Füße. Von seinem Haupt gehen goldgelbe Strahlen in Kreuzesform aus. Sie stehen für die Umdeutung des Hinrichtungsinstrumentes zum Zeichen des Heils. Gekleidet ist Christus in ein intensiv farbiges rot-blaues Gewand mit einem Überwurf, der durch die vielen kleinen hellen Mosaiksteinchen wie ein weiches Gewebe aus silberglänzender Gaze anmutet und auf die transzendente Göttlichkeit des Auferstandenen verweist. Rechts neben der Gestalt Christi steht ein ebenfalls in silbrig schimmerndes Gewebe gehüllter Engel. Mit beiden Händen hält er den massigen Verschlussstein der dunklen Grabkammer, über dem noch Jesu Schweißtuch hängt, und beugt sich vor dem Wunder der Auferstehung. Die gespreizten farbigen Flügel des Engels korrespondieren mit den erhobenen Armen Jesu. Auf der linken Seite des Mosaikbildes sieht der Betrachter die drei Frauen, die gekommen waren, um den Leichnam Jesu zu salben (Mk 16,1–8 , Mt 28,1–8 , Lk 24,1–12 ,Joh 20,1–10 ). Unverrichteter Dinge und mit fragendem Blick entfernen sie sich vom leeren Grab. Oskar Holweck hat die drei weiblichen, von weiten Gewändern umhüllten Gestalten gestaffelt angeordnet, ihnen eine gemeinsame, blockhaft-geschlossen wirkende Kontur verliehen und dadurch in bewussten Gegensatz zu den vielförmig-offenen Konturierungen der beiden anderen Figuren gestellt. Auch die dunklere Farbigkeit der Frauengewänder und die vielen darin zum Einsatz gekommenen großen Stücke von Bruchmosaik unterstreichen den Unterschied zwischen den „schweren“ erdgebundenen und den „leichten“ himmlischen Gestalten. Holweck zeigt den Blick der Frauen abgewendet vom Auferstehungsgeschehen, das sie nicht wahrnehmen. Das Neue Testament beschreibt den Vorgang der Auferstehung auch nicht, sondern setzt ihn als von keinem Menschen beobachtete und beeinflusste, alleinige Tat Gottes voraus (Mk 16,6 ). Es bezeugt die Folgen dieser Tat für einige der ersten Jünger und andere Menschen, die den auferstandenen Jesus laut einer sehr frühen Osterzeugenliste gesehen haben (1 Kor 15,5–8 ). Auf diesem Zeugnis beruht der Glaube des Urchristentums an die Messianität Jesu Christi und an die Rettung derer, die sich zu ihm bekennen, um das ewige Leben zu erlangen: (…) denn wenn du mit deinem Mund bekennst: Herr ist Jesus – und in deinem Herzen glaubst: Gott hat ihn von den Toten auferweckt, so wirst du gerettet werden. (Röm 10,9 )
Die beiden Fassadenmosaike für die Kapelle Maria Frieden sind die letzten figürlichen Darstellungen im Werk des Künstlers Oskar Holweck. Er übernahm anschließend die Leitung der Grundlehre an der Staatlichen Schule für Kunst und Handwerk in Saarbrücken und widmete sich fortan der künstlerischen Auseinandersetzung mit Materialien, hauptsächlich mit Papier.